# Littérature lusophone

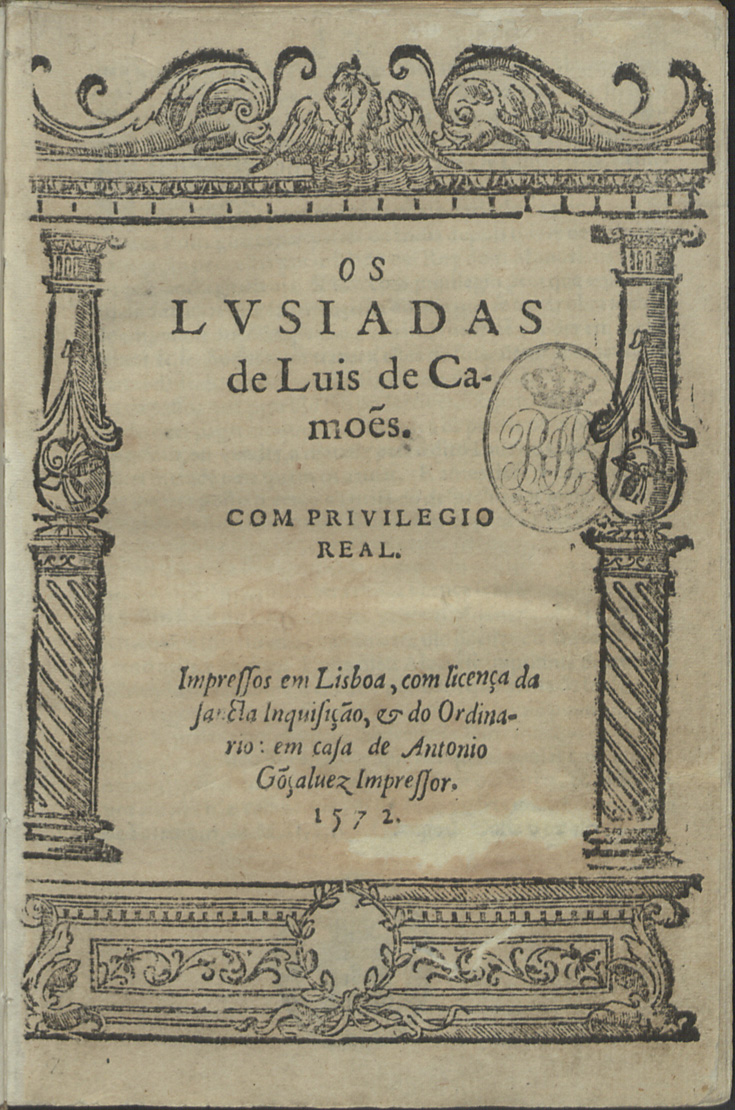
Os Lusíadas. Œuvre fondatrice, elle est l'une des références communes à tous les pays et auteurs lusophones. Couverture de la première édition (1572)

La littérature lusophone rassemble l'ensemble de la littérature écrite en langue portugaise.
La lusophonie fédère tous les pays ayant le portugais pour langue officielle : Communauté des pays de langue portugaise (CPLP) d'environ 285 000 000 personnes en 2019.

## Histoire
La genèse de la littérature lusophone est étroitement liée à l'expansion et à l'empire portugais. Partout où ils vont, les Portugais emportent avec eux leur langue et leur patrimoine culturel, qu'ils enrichissent au fil de leurs découvertes. En raison des liens étroits qui unissent les colons à leur métropole, et de leurs va-et-vient constants entre les Indes portugaises, le Brésil, l'Afrique portugaise, les îles de l'Atlantique et la métropole, la littérature élaborée outre-mer appartient pleinement à la littérature du Portugal. Pendant plusieurs siècles, l'Empire portugais est conçu culturellement comme un tout, dont le centre de gravité est Lisbonne. Les auteurs écrivant outre-mer sont euro-centrés.
Jusqu'au premier quart du XIXe siècle pour le Brésil, et jusqu'à la seconde moitié du XXe siècle pour les anciennes colonies d'Afrique et d'Asie, on parle de littérature portugaise du Brésil colonial (ou luso-brésilienne), de littérature portugaise de l'Orient (ou indo-portugaise), de littérature portugaise d'Afrique (luso-africaine), chacune de ces littératures étant un prolongement et une ramification de la littérature du Portugal. Parce qu'ils sont simplement la toile de fond d'histoires et d'évènements vécus par des Portugais (ou d'individus se revendiquant comme tels), les territoires et les sociétés coloniales de l'Empire ne possèdent pas à proprement parler d'identité littéraire propre. Les plus grands écrivains installés dans ces territoires continuent à être formés ou affiliés au Portugal, où ils se rendent régulièrement, et où ils publient. Les auteurs de référence, les mouvements dominants et les normes sont toujours imposés depuis le Portugal.
Des genres littéraires liés aux immenses trajets effectués dans l'Empire se développent, tels que le récit de voyage, ou la littérature tragico-maritime. Le résultat de ce phénomène est double. D'une part, la littérature portugaise de la période moderne est une littérature d'envergure mondiale. Elle présente une richesse exceptionnelle. D'autre part, une partie importante de la littérature du Portugal sert aujourd'hui de facto de base aux littératures des autres pays lusophones.

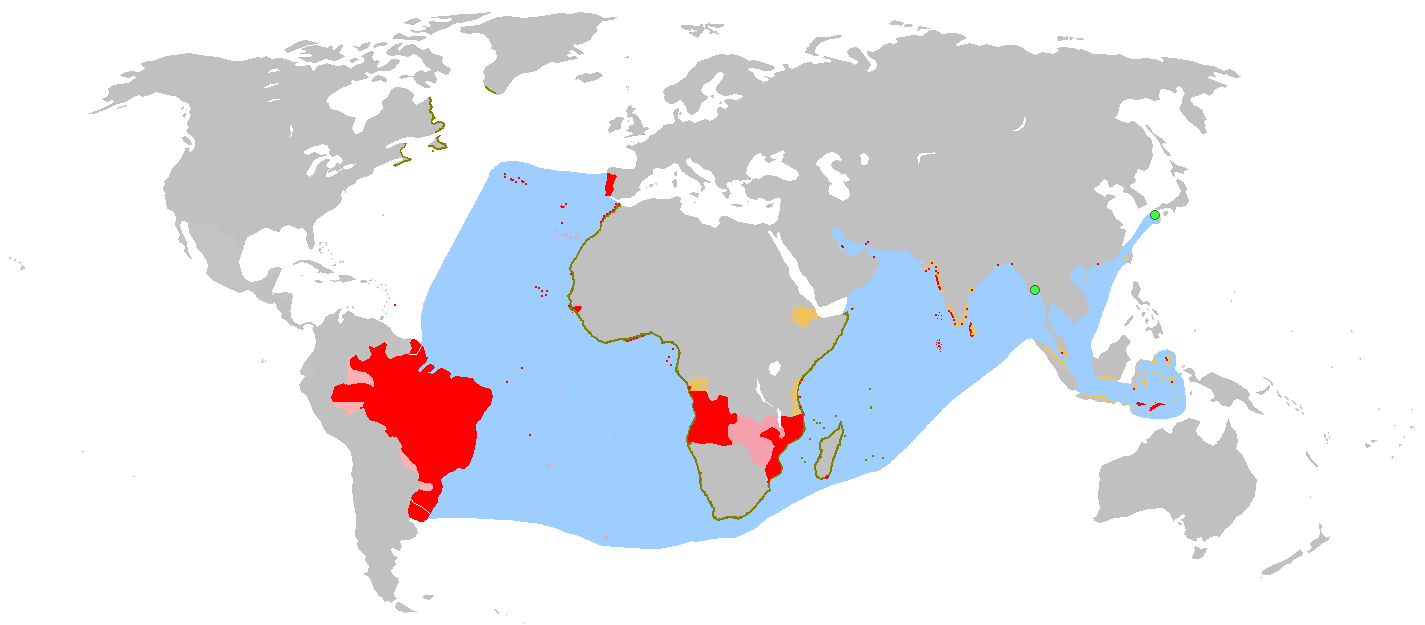
L'Empire portugais.

Parmi ces écrivains portugais évoluant ou nés dans l'Empire, on peut citer João de Barros, Fernão Mendes Pinto, Luís de Camões, Diogo do Couto, Garcia da Orta et Manuel Godinho de Erédia pour les Indes, et Pero Vaz de Caminha, Gregório de Matos, Basílio da Gama et Cláudio Manuel da Costa pour le Brésil. Bien que très liés à la littérature métropolitaine, quelques particularismes commencent à apparaître au XVIIIe siècle, avec d'une part une activité littéraire amérindienne et asiatique orale encouragée et consignée par les jésuites, et d'autre part des thèmes propres à la société coloniale ou à la réalité extérieure environnante. Voyageant entre le Portugal et le Brésil, les poètes Tomás António Gonzaga, Cláudio Manuel da Costa et Basílio da Gama empruntent certains de leurs thèmes aux Amérindiens (dans le cadre des luttes contre les Amérindiens), tout en les adaptant aux réformes du marquis de Pombal et à l'encyclopédisme en vigueur en métropole.
Quelques mouvements séparatistes émergent dans des provinces de l'Empire à la fin du XVIIIe siècle, en raison de problèmes de taxes ou de représentativité dans les institutions coloniales, sans toutefois que ceux-ci se réclament à proprement parler d'une nationalité brésilienne ou indo-portugaise, ou qu'ils entraînent la naissance d'une littérature différenciée. Les plus connus de ces mouvements sont la conjuration des Pintos à Goa, en Inde (1787), et la conjuration Mineira, dans le Minas Gerais, au Brésil (1789). Leurs meneurs restent culturellement portugais, et écrivent avec des repères métropolitains. À titre d'exemple, le poète Tomás António Gonzaga, l'un des meneurs de conjuration Mineira, est né à Porto, au Portugal. Lui, les conjurés Inácio José de Alvarenga Peixoto et Manuel Inácio da Silva Alvarenga ont tous fait leurs études à l'université de Coimbra et une carrière administrative au Portugal avant de basculer vers le Brésil, où ils se révoltent avec d'autres colons portugais contre les excès fiscaux du régime colonial. La majorité d'entre eux finissent leur vie en exil dans les provinces portugaises d'Afrique.
Du point de vue de la langue, des thématiques, du style et des mouvements dans lesquels elles s'inscrivent, leurs œuvres restent profondément portugaises et tributaires des normes de la métropole. Le Brésil et l'école autochtone révolutionnaire de Minas renouvellent l'inspiration poétique portugaise en vigueur en métropole faite de passion et de nostalgie de liberté. La littérature brésilienne commence à s'émanciper doucement de la littérature portugaise au XIXe siècle, après la reconnaissance de l'indépendance du Brésil par le Portugal en 1825. Elle prend véritablement son autonomie au terme d'un siècle de gestation, au début du XXe siècle, avec le modernisme (1922).

Distribution de la langue portugaise dans le monde:
Langue maternelle
Langue officielle et administrative
Langue culturelle ou secondaire
Minorités lusophones
Créoles à base portugaise

On retrouve sensiblement le même phénomène au XXe siècle en Afrique portugaise, où la langue et la culture portugaises s'imposent par le biais des colons venus du Portugal. Toutefois, bien que constituant la majorité de l'élite lettrée, les Blancs sont très minoritaires démographiquement. On assiste à l'émergence d'une littérature créole au Cap-Vert dans la première moitié du XXe siècle, avec par exemple l'autodidacte Eugénio Tavares, et surtout d'une littérature noire de combat singulière à partir des années 1950 en Afrique australe, la place des Noirs africains étant centrale dans les mouvements d'émancipation nationale (contrairement à ce qui s'était passé au Brésil où les indépendantistes et les écrivains autochtones étaient très majoritairement Blancs et d'origine portugaise jusqu'à la fin du XIXe siècle).
Parmi ces premiers écrivains noirs africains d'Afrique australe, on peut citer Mário Pinto de Andrade et Agostinho Neto pour l'Angola, Albino Magaia et Paulina Chiziane pour le Mozambique. La couleur de peau n'ayant alors que peu d'importance dans le contexte littéraire, des écrivains blancs ou métis, nés en Afrique, et se considérant Africains, se battent également contre la dictature de l'Estado Novo et les guerres coloniales, et restent en Afrique après les indépendances. Imprégnés de culture africaine, et soucieux de la réalité environnante, ils ont par la suite une place déterminante dans l'émergence de la littérature des PALOP. Parmi eux, on peut notamment citer Arlindo Barbeitos et José Luandino Vieira en Angola, Sérgio Frusoni, Ovídio Martins et Arménio Vieira au Cap Vert, le Mozambicain José Craveirinha, un métis luso-africain, et surtout Mia Couto, fils de colons portugais, l'un des plus grands écrivains actuels du Mozambique.
Du fait de cette histoire particulière et du corpus littéraire considérable qu'ils partagent, des liens culturels singuliers, remarquablement vivants, unissent aujourd'hui les pays lusophones. Des écrivains lusophones de toutes nationalités sont régulièrement lus et étudiés dans les programmes scolaires des différents pays de langue portugaise, ou invités dans leurs grands médias. Depuis 1989, le très prestigieux prix Camões, remis conjointement par la Fondation Bibliothèque Nationale du Portugal et Ministère de la Culture du Brésil, récompense les auteurs de langue portugaise hors critères de nationalité. Le cadre institutionnel et linguistique dans lequel évolue la littérature lusophone est également bien structuré. Un projet d'uniformisation de la langue portugaise, visant à modifier l'orthographe de plusieurs centaines de mots, a vu le jour en 1990 sous le nom officiel de « accord orthographique de la langue portugaise ». Ratifié au long des années 1990 et 2000 par tous les pays lusophones, et complété par un « second protocole modificatif », il est techniquement en vigueur suivant le droit international depuis le 1er janvier 2007. Depuis 1996, la Communauté des pays de langue portugaise (CPLP) regroupe tous les pays lusophones.

## Portugal
Du fait de l'expansion maritime du Portugal et de l'émigration continue qui s'est ensuivie, la littérature portugaise comprend l'ensemble des œuvres écrites par des auteurs de nationalité portugaise, affiliés au Portugal, et/ou écrivant en langue portugaise, quel que soit leur lieu de naissance (en métropole ou dans l'Empire), leur confession religieuse, leur degré de métissage et le lieu où a été rédigée leur œuvre. Prise ici au sens de « Belles Lettres », la littérature portugaise englobe la poésie, le théâtre et la prose littéraire (contes, romans divers, essais, lettres, nouvelles, récits de voyages, sermons, pamphlets, histoires tragico-maritimes, journaux intimes, etc.), mais exclut les ouvrages purement scientifiques, philosophiques et historiques.
- Liste d'écrivains portugais par ordre alphabétique
- Écrivains portugais par genre

### Langue portugaise
Le galaïco-portugais, matrice du galicien (au nord du Portugal) et du portugais, est la langue de prestige au Moyen-Âge dans la région.
La littérature galicienne (gl) mériterait une place particulière,, qu'on soit ou non partisan du réintégrationnisme : voir culture galicienne (en).
Le latin et le néo-latin, longtemps utilisés dans les domaines religieux, scientifique, juridique, ont favorisé une production importante de textes, abordée ailleurs : écrivains portugais de langue latine.
Les autres langues utilisées sur le territoire (entièrement ou partiellement) de l'actuel Portugal ne sont pas non plus traitées ici : arabe (de la période arabo-musulmane, 711-1492), hébreu (judéo-portugais, au moins jusqu'en 1496), langues d'anciennes entités provinciales (Lusitanie, Galicie), ou étatiques (Royaume suève (410-584), Royaume wisigoth (418-711)), ou encore des peuplements plus anciens parlant lusitain, tartessien, ou autres langues paléo-hispaniques.

### 1100-1450: Moyen-Âge
- Rubriques de catégorie : Littérature portugaise médiévale (pt)
  - Poésie lyrique galaïco-portugaise (en), ou troubadourisme
  - Liste de troubadours galaïco-portugais (en)
- Paio Soares de Taveirós (Première moitié du XIIe siècle)
- João Soares de Paiva (1140-ap. 1216)
- Denis Ier de Portugal (1261-1325)
- Fernão Lopes (1378-1459)
- Gomes Eanes de Zurara (1410-1474)
- Cantigas de Santa María (1250c)
- O livro de como se fazem as cores (pt) (1262), en judéo-portugais
- Cantiga de amigo (1280c)
- O livro de José de Arimateia
- Livro de Falcoaria, Livro da Montaria
- Ensinança de Bem Cavalgar Toda Sela, Real Conselheiro, O Livro da Virtuosa Benfeitoria

### 1500: Humanisme et Renaissance
- Synthèses : Renaissance au Portugal (en), Sébastianisme
- Tchiloli, forme théâtrale musicale et dansée

#### Auteurs
- Rui de Pina (1440-1520), diplomate, chroniqueur
- Pero Vaz de Caminha (1450-1500), compagnon de Pedro Álvares Cabral, auteur de la Lettre à Manuel Ier (roi de Portugal)
- João Ruiz de Castelo-Branco (pt) (v1450-v1515), humaniste, poète
- Gil Vicente (1465-1537), dramaturge
- Garcia de Resende (1470-1536), poète, chroniqueur, musicien, architecte, Cancioneiro Geral (pt) (1516)
- Duarte Barbosa (1480-1521), voyageur, compagnon de Fernand de Magellan, Livro de Duarte Barbosa
- Sá de Miranda (1481-1558), poète
- Bernardim Ribeiro (1482-1552), poète, romancier, Mémoires d'une jeune fille triste (1554)
- António Galvão (1490-1557), colonisateur, écrivain voyageur
- Gaspar Correia (1496-1563), historien
- João de Barros (1496-1570), historien, Rhopicapneuma, Décadas da Asia
- Gonçalo Anes Bandarra (1500-1556), astrologue, prophète, Trovas
- Fernão Lopes de Castanheda (1500-1559), explorateur et historien
- Francisco de Moraes (1500-1572), secrétaire d'ambassade, romancier, Palmerin d’Angleterre (1547)
- André de Resende (1500-1573), religieux, humaniste
- Damião de Góis (1502-1574), philosophe
- Fernão Mendes Pinto (1509 (ou 1511) - 1583), aventurier, explorateur, romancier, Pérégrination (pt)
- Diogo de Teive (humaniste) (1514c-1569)
- Jorge Ferreira de Vasconcelos (pt) (1515-1585), dramaturge
- Francisco de Holanda (1517-1585), architecte, humaniste
- Luís de Camões (1525 - 1580), poète, Les Lusiades (1556-1572)
- António Ferreira (1528-1569), poète
- Jerónimo Corte-Real (1530-1588), poète
- Luís Pereira Brandão (1530/1540-v. 1590)
- Diogo do Couto (1542-1616), historien, indianiste, Soldat expérimenté
- Manuel Godinho de Erédia (1563-1623), cartographe, cosmographe
- Baltasar Dias, poète et dramaturge

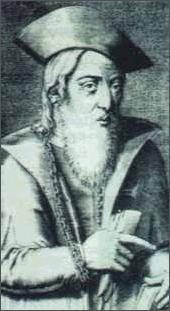
Sá de Miranda
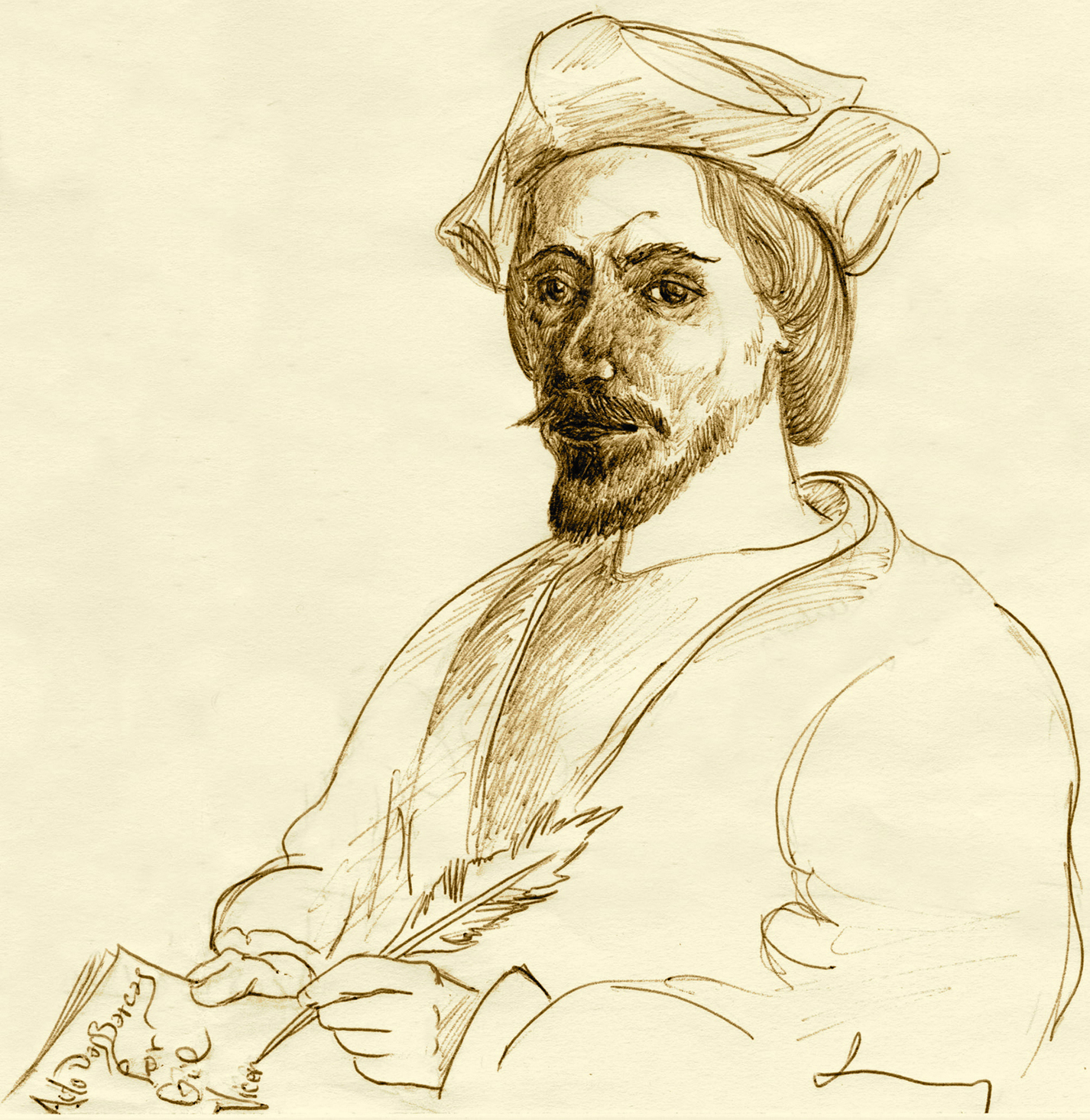
Gil Vicente
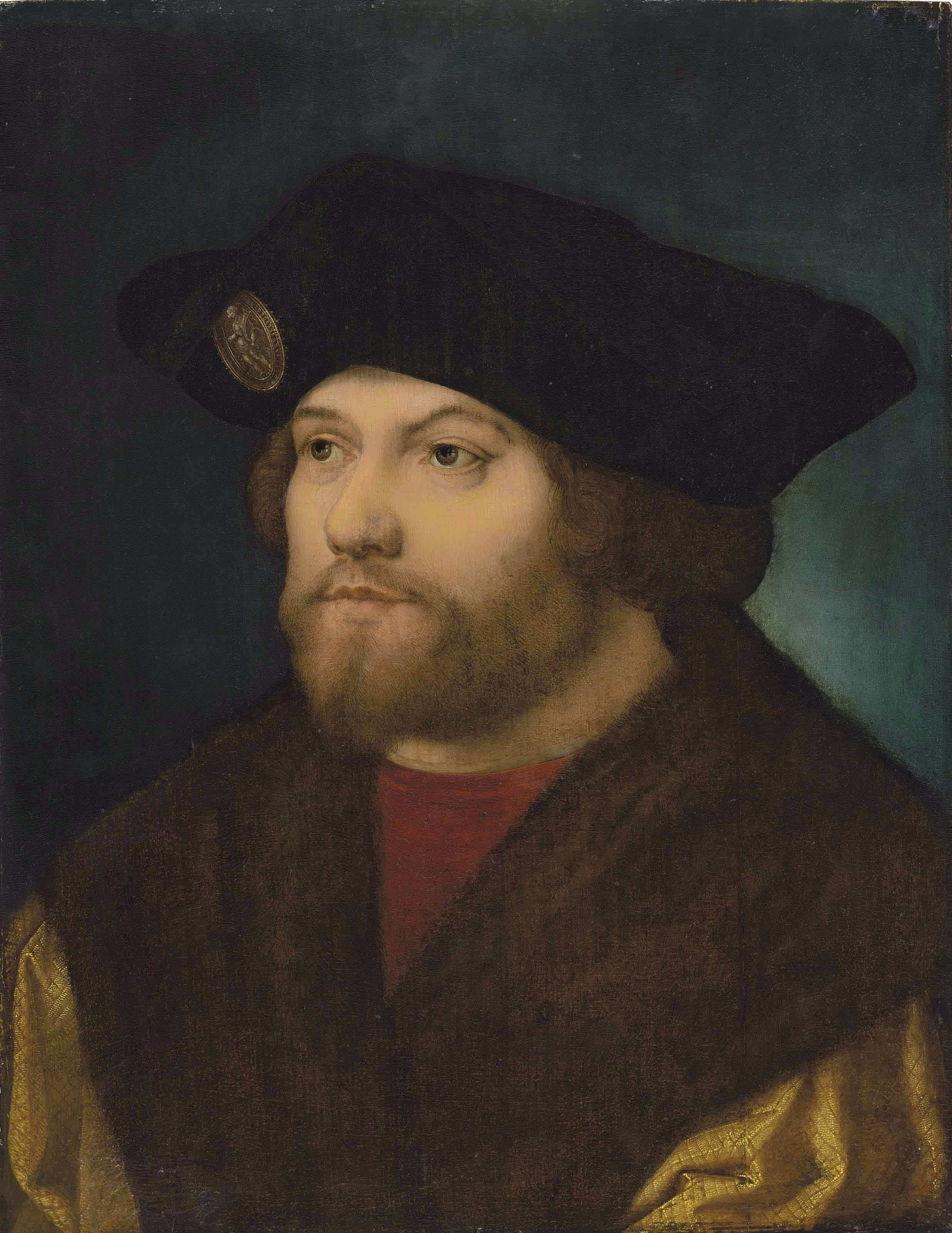
Damião de Góis
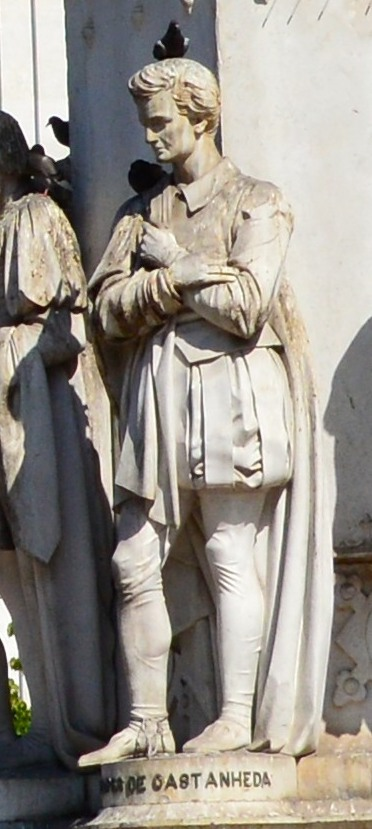
Fernão Lopes de Castanheda
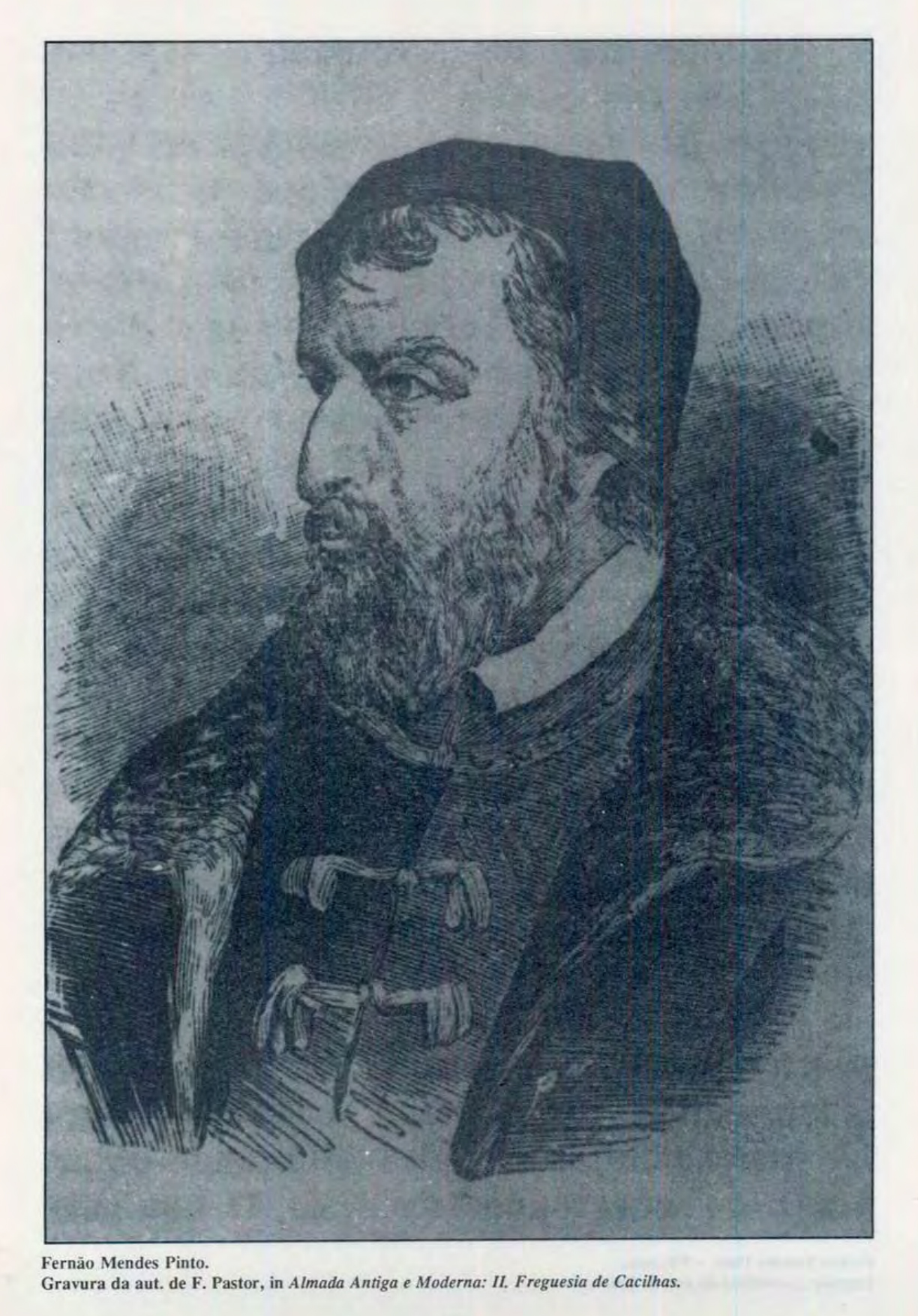
Fernão Mendes Pinto
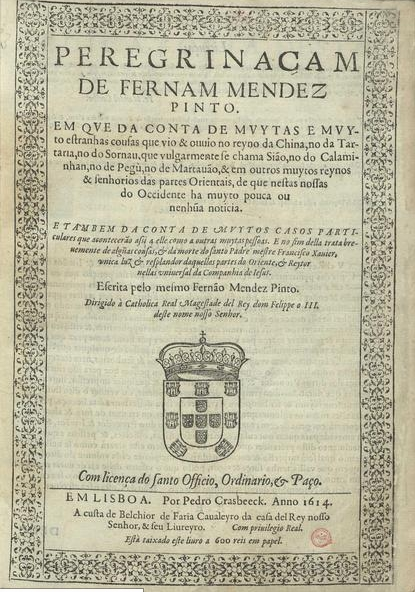
Pérégrination de Fernão Mendes Pinto
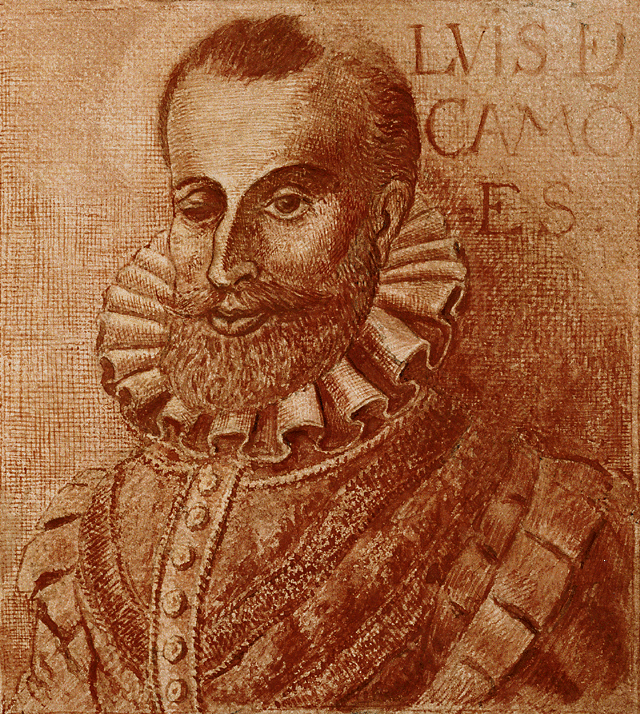
Luís de Camões
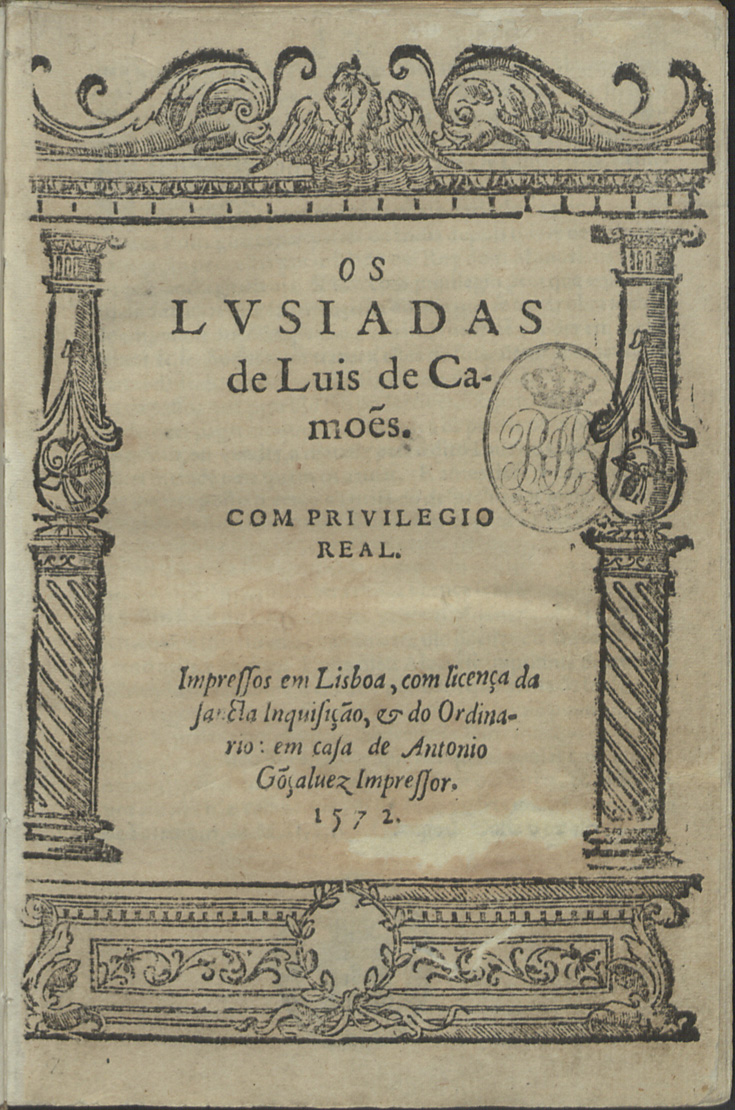
Les Lusiades de Luís de Camões
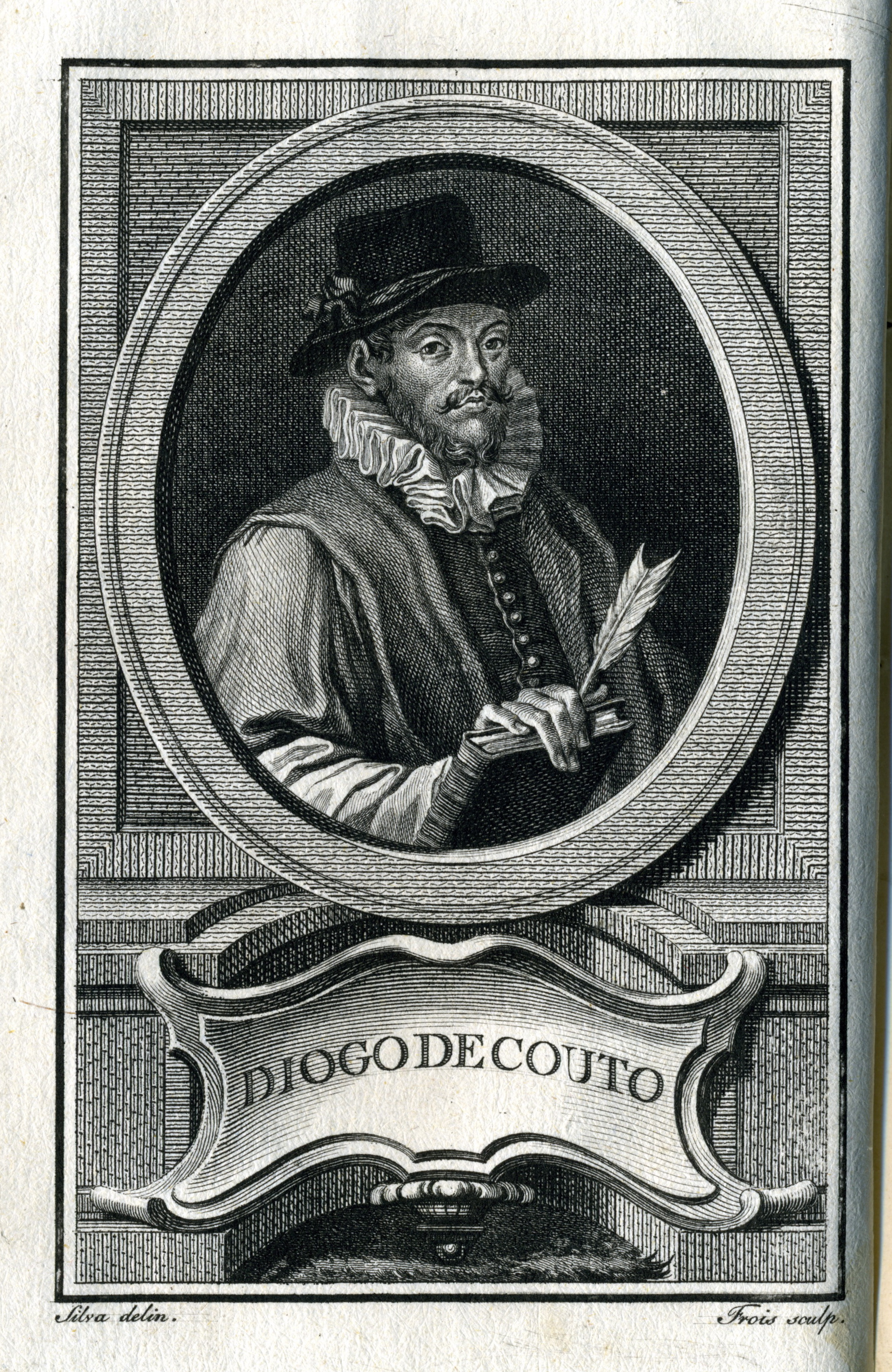
Diogo do Couto

### 1600: Baroque, Classicisme et Lumières
- Synthèses : Lumières portugaises, Arcadismo (pt)
- Manuel de Meneses (chroniqueur et cosmographe en chef) (pt) (1565-1628), Relation de la Restauration de Bahia en 1625, Relation de l'armada portugaise de l'année 1626
- Francisco Rodrigues Lobo (1580-1622), poète
- Francisco de Sá de Meneses (pt) (1600-1664), poète, dramaturge, Malaca Conquistada
- Manuel da Costa (1601-1667), jésuite, moraliste, L'Arte de furtar
- Francisco Manuel de Melo (1608-1666), poète, moraliste, dramaturge, L'Apprenti gentilhomme, Carta de Guia de Casados (1651)
- Antonio Vieira (1608 - 1697), prédicateur
- António Barbosa Bacelar (1610-1663), poète
- Gregório de Matos (1636-1696), poète
- Sœur Mariana Alcoforado (1640-1723), religieuse, auteure présumée des Lettres portugaises (voir Gabriel de Guilleragues)
- Manuel Bernardes (1644-1710), prédicateur
- António José da Silva (1705-1739), dramaturge, nouvelliste
- Luís António Verney (pt) (1713-1792), philosophe, théologien
- Francisco Manoel de Nascimento (Filinto Elísio) (1734-1819), poète, traducteur
- Nicolau Tolentino de Almeida (pt) (1740-1811), poète
- Inácio José de Alvarenga Peixoto (1742-1792), avocat, poète
- José Anastácio da Cunha (1744-1787), scientifique
- Tomás António Gonzaga (1744-1810), juriste, poète, brésilien
- Manuel Inácio da Silva Alvarenga (1749-1814), poète
- Leonor d'Almeïda, marquise d'Alorna (1750-1839), peintre, poétesse
- José Agostinho de Macedo (1761-1831), poète, philosophe, essayiste
- Manuel Maria Barbosa du Bocage (1765-1805), poète

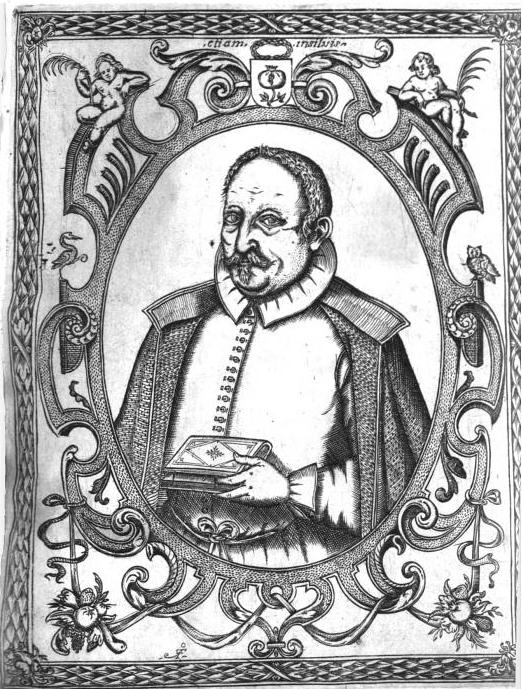
Francisco Rodrigues Lobo
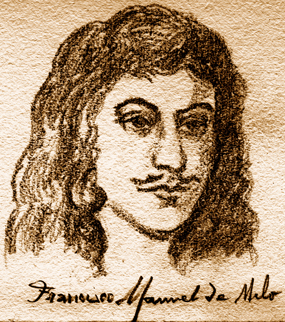
Francisco Manuel de Melo
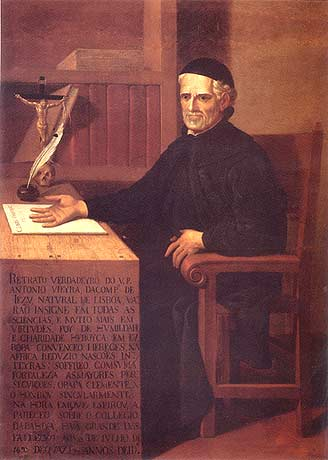
António Vieira
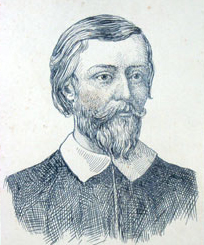
Gregório de Matos
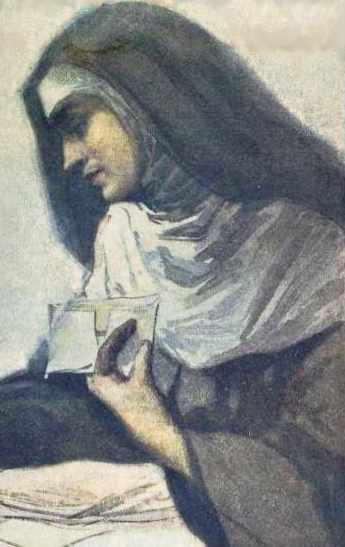
Mariana Alcoforado
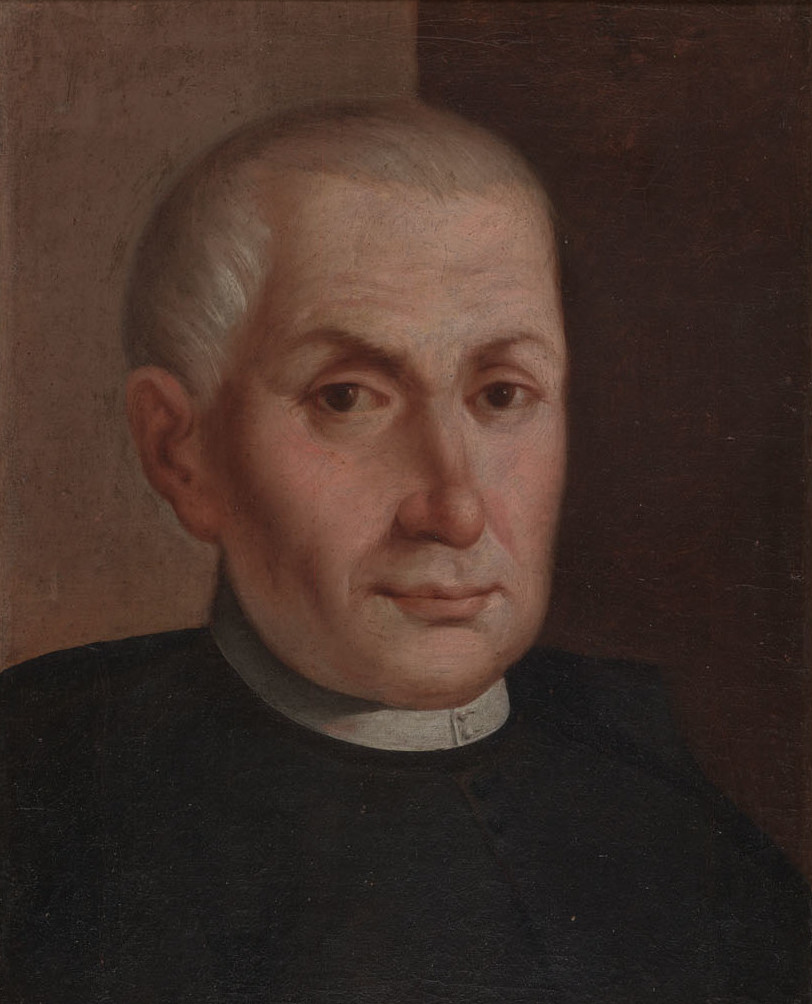
Manuel Bernardes
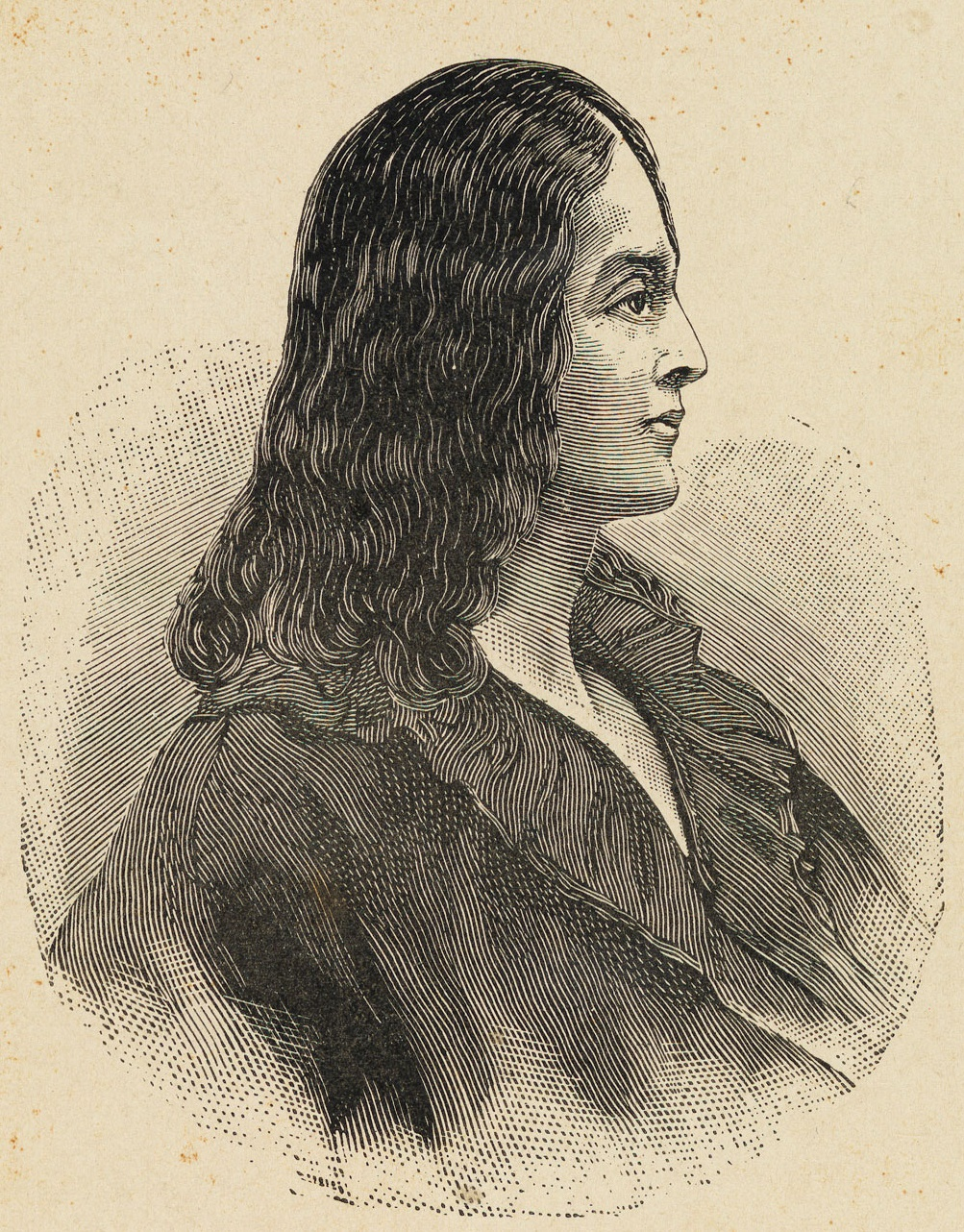
Tomás Antônio Gonzaga
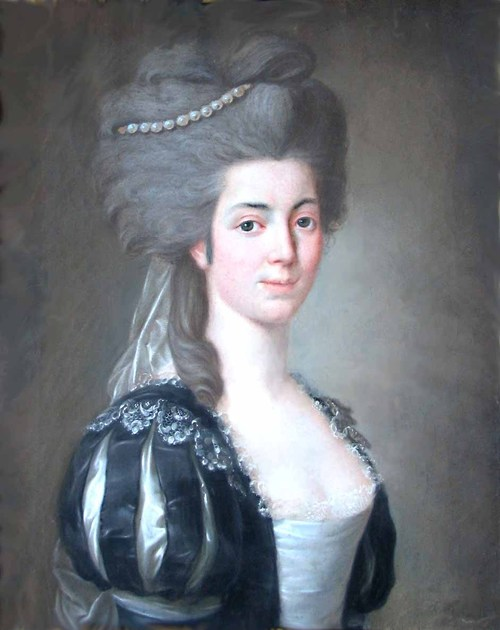
Leonor d'Almeïda
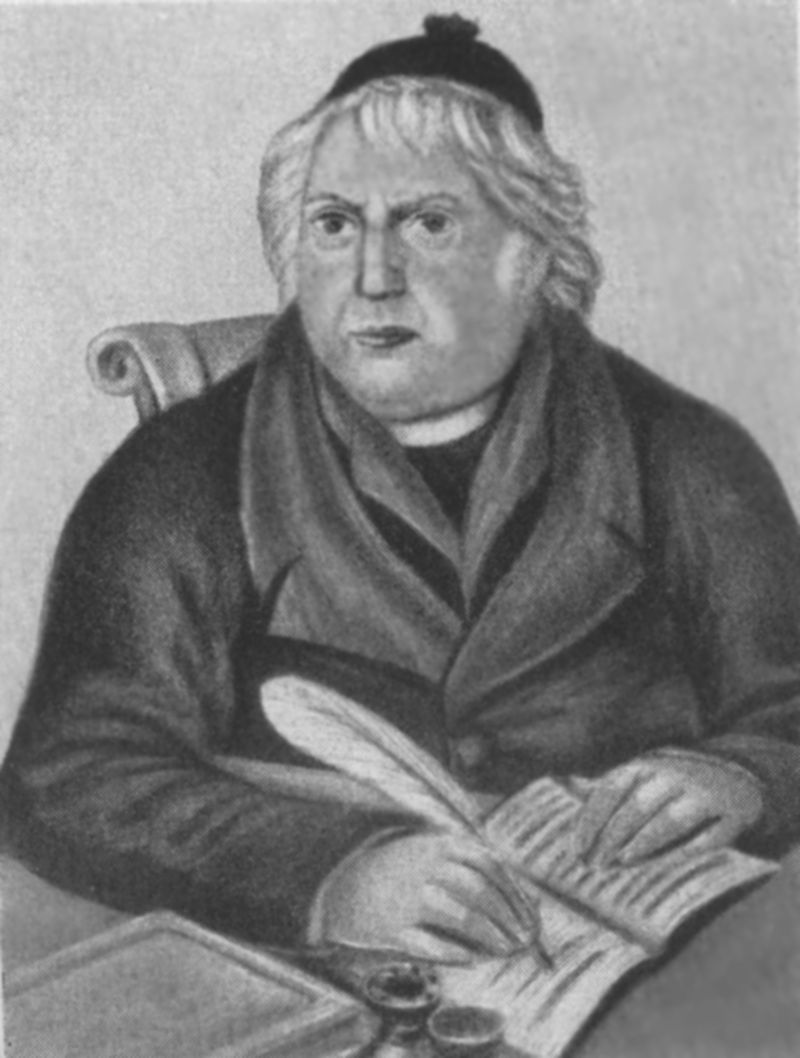
José Agostinho de Macedo

### 1800: Romantisme
- Synthèses : Littérature romantique au Portugal (pt), Ultra-romantisme, Romanceiros
- João Baptista da Silva Leitão Almeida Garrett (1799 -1854), romancier, dramaturge, poète
- António Feliciano de Castilho (1800-1875), pédagogue, poète, traducteur
- Alexandre Herculano (1810-1877), poète, prosateur
- Luís Augusto Rebelo da Silva (pt) (1822-1871), prosateur, polygraphe
- Camilo Castelo Branco (1825-1890), poète, romancier, dramaturge, traducteur
- Soares de Passos (pt) (1826-1860), poète (ultra-romantique)
- João de Deus de Nogueira Ramos (1830-1896), poète

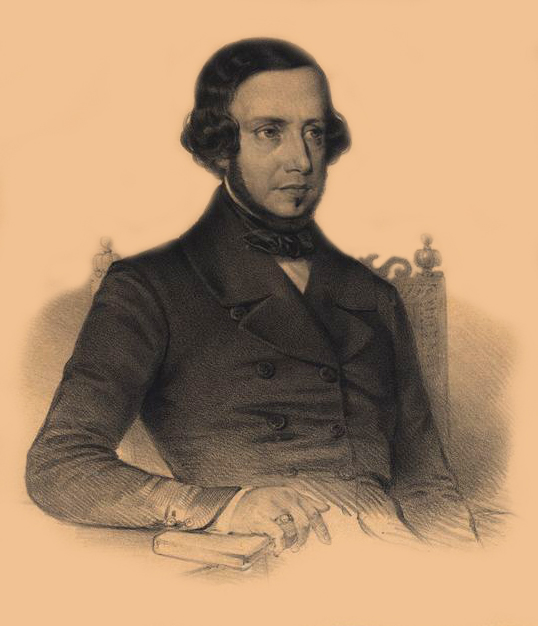
Almeida Garrett
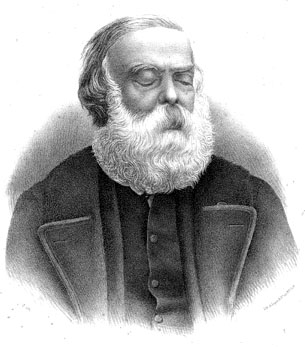
António Feliciano de Castilho
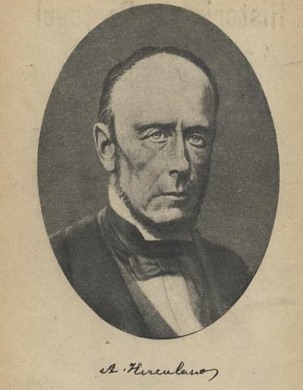
Alexandre Herculano
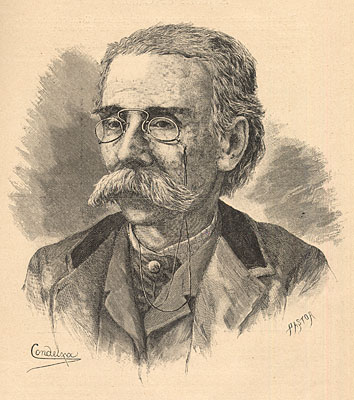
Camilo Castelo Branco
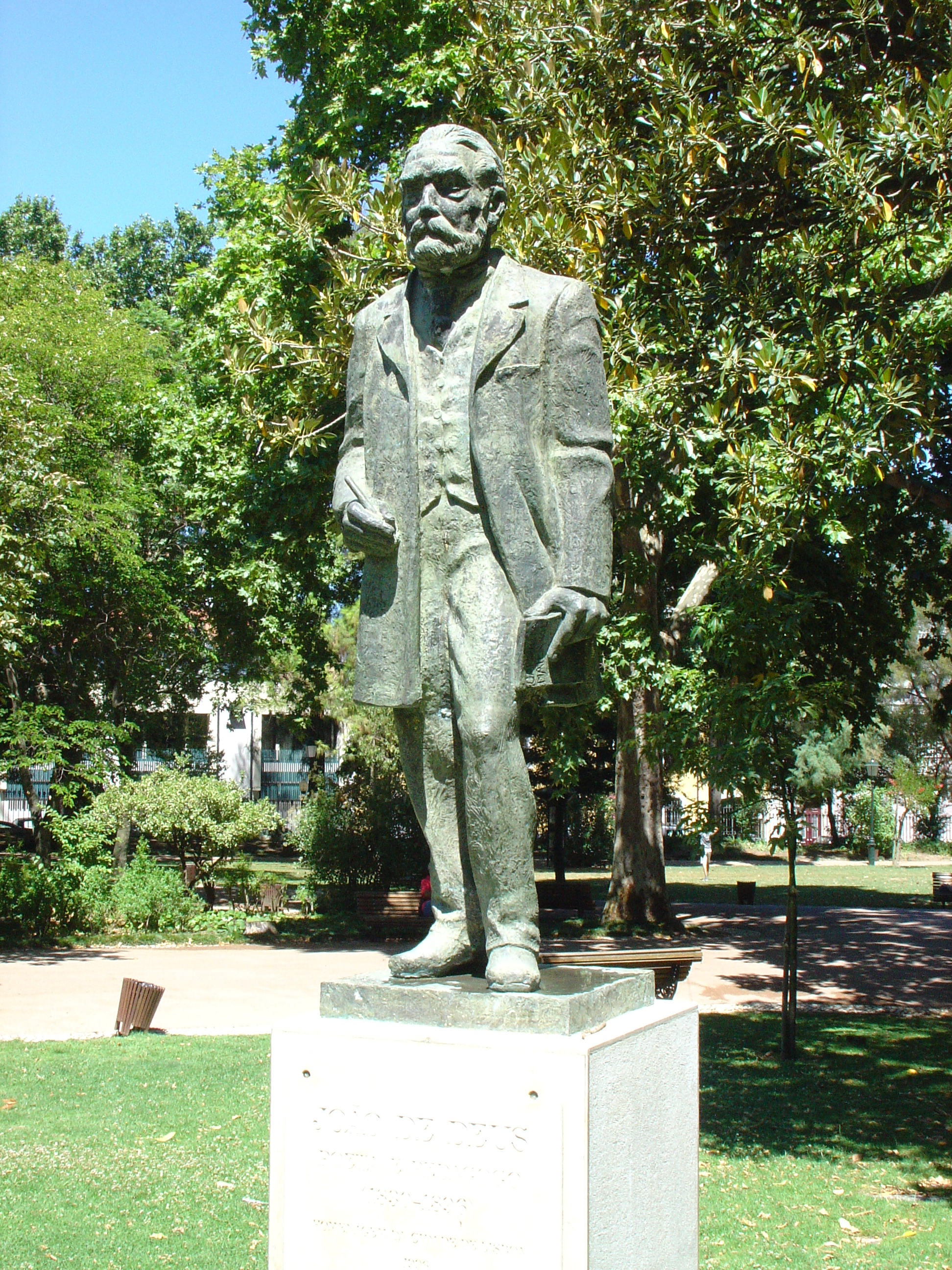
João de Deus de Nogueira Ramos

### 1850: Réalisme
- Ramalho Ortigão (1836-1915), essayiste, romancier
- Júlio Dinis (1839-1871), médecin, dramaturge, romancier, Les Élèves du Doyen (1867)
- Manuel Joaquim Pinheiro Chagas (1842-1895), ministre, poète, romancier
- Antero de Quental (1842-1891), poète, philosophe
- Teófilo Braga (1843-1924), poète, historien, essayiste, politicien
- Joaquim Pedro de Oliveira Martins (1845-1894), écrivain, historien, sociologue
- José Maria Eça de Queiroz (1845 - 1900), Vetter Basilio (1878)
- Francisco Teixeira de Queirós (pt) (1848-1919)
- António Gomes Leal (pt) (1848-1921), poète, journaliste, le Baudelaire portugais
- Guerra Junqueiro (1850-1923), journaliste, poète, politique
- Wenceslau de Moraes (1854 - 1929), japoniste
- Cesário Verde (1855-1886), poète
- António Feijó (1859-1917), poète, diplomate
- António Nobre (1867-1900), poète, Só (1892)
- Camilo Pessanha (1867 - 1926), poète symboliste
- Carlos Malheiro Dias (pt) (1875-1941), romancier, dramaturge
- Synthèses : Réalisme au Portugal (pt), Génération de 70 (1870, Coïmbra), Question Coimbrã (1866), Vaincus de la vie

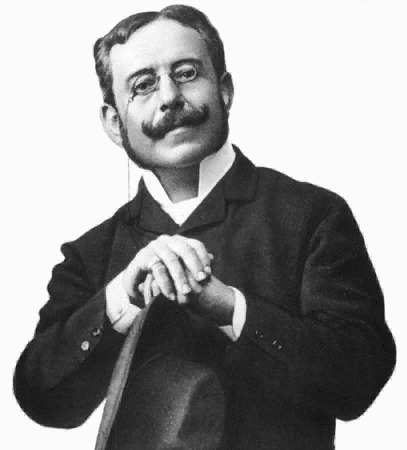
Ramalho Ortigão
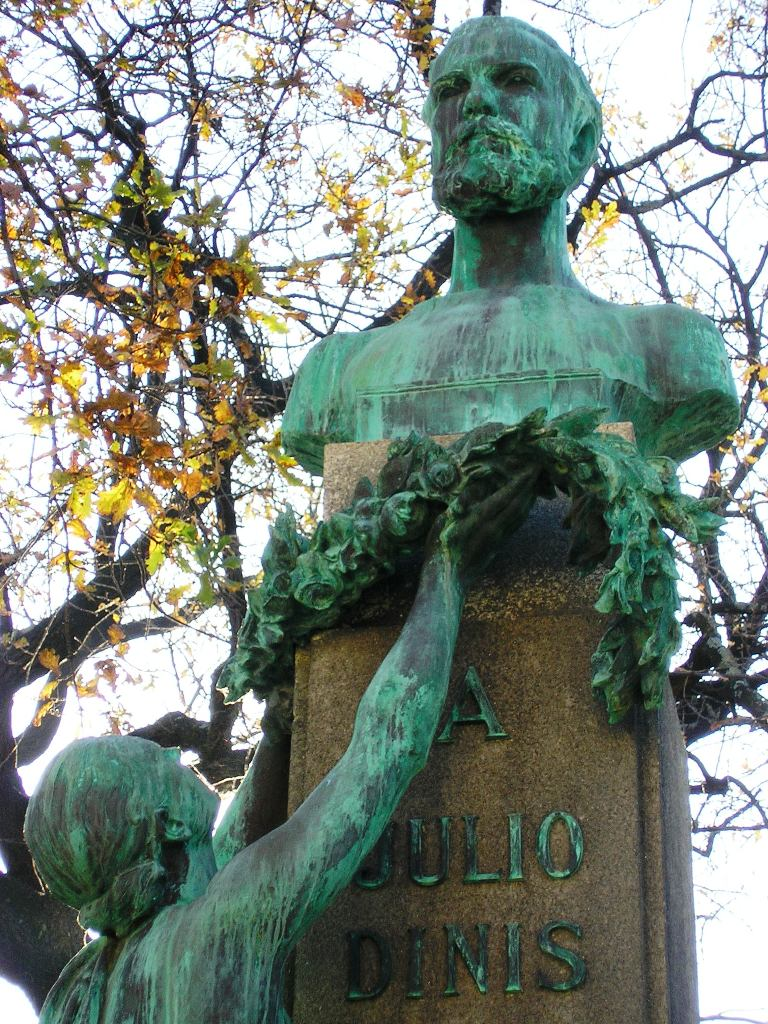
Júlio Dinis
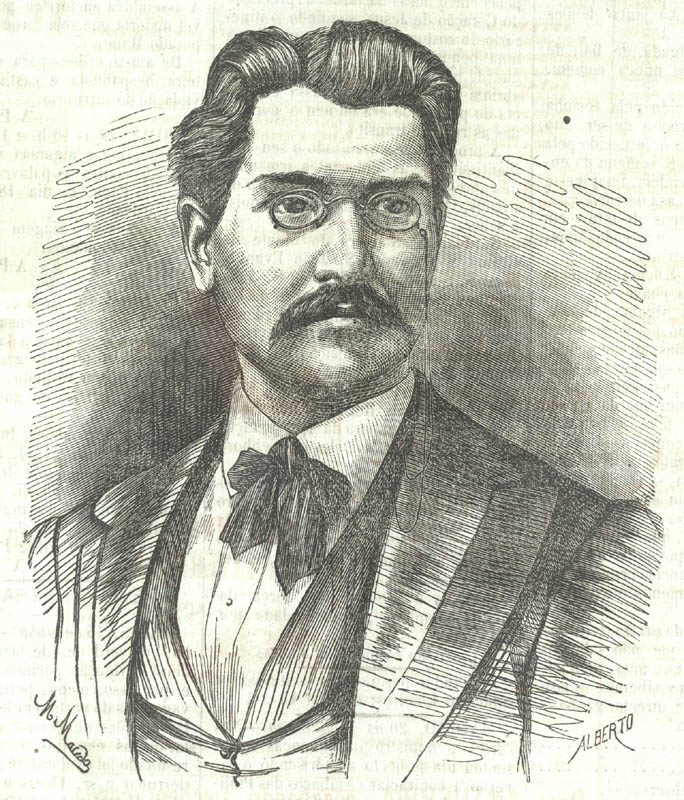
Manuel Pinheiro Chagas
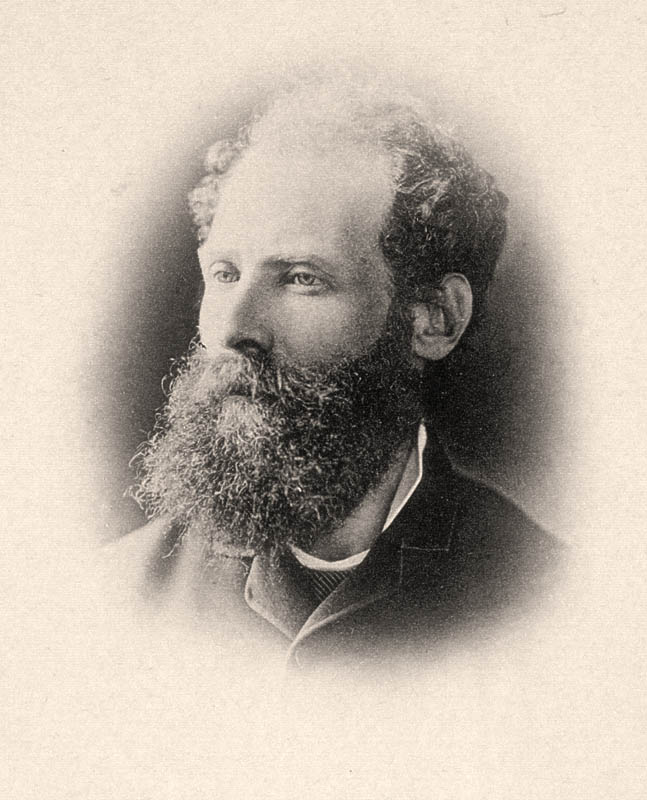
Antero de Quental
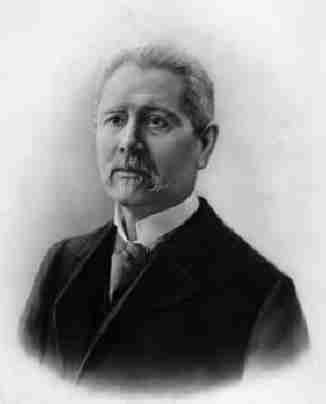
Teófilo Braga
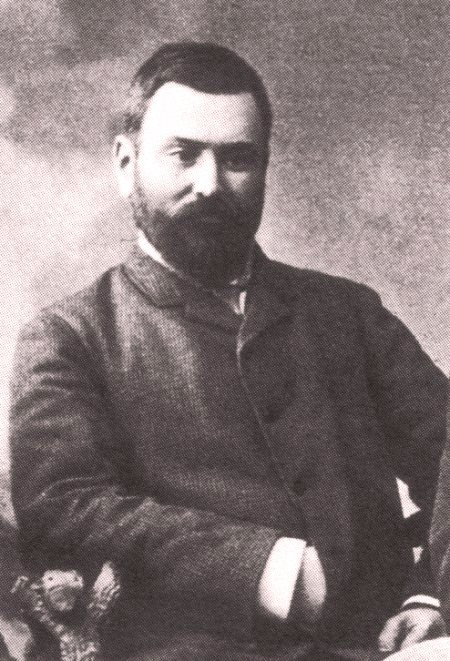
Joaquim Pedro de Oliveira Martins
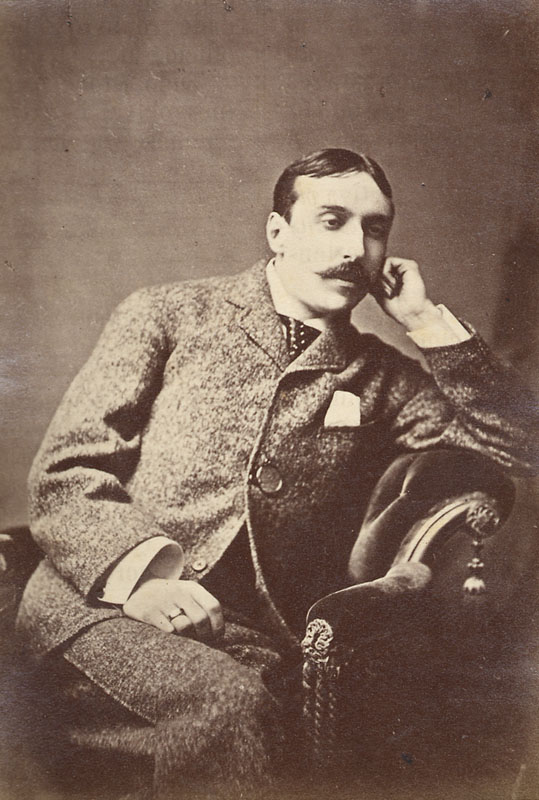
Eça de Queirós
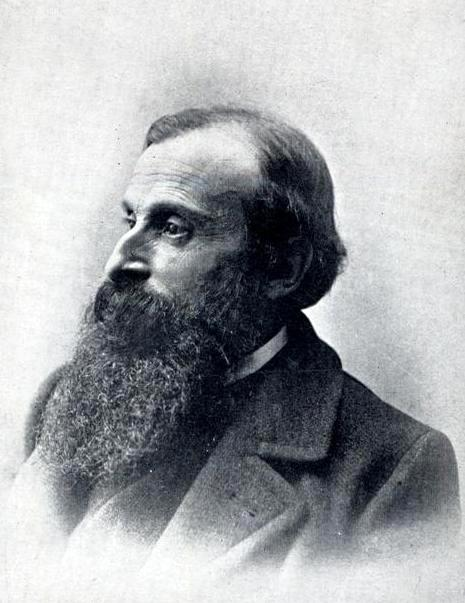
Guerra Junqueiro
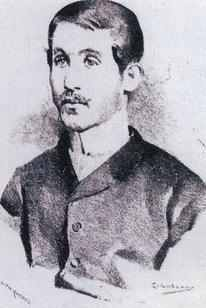
Cesário Verde
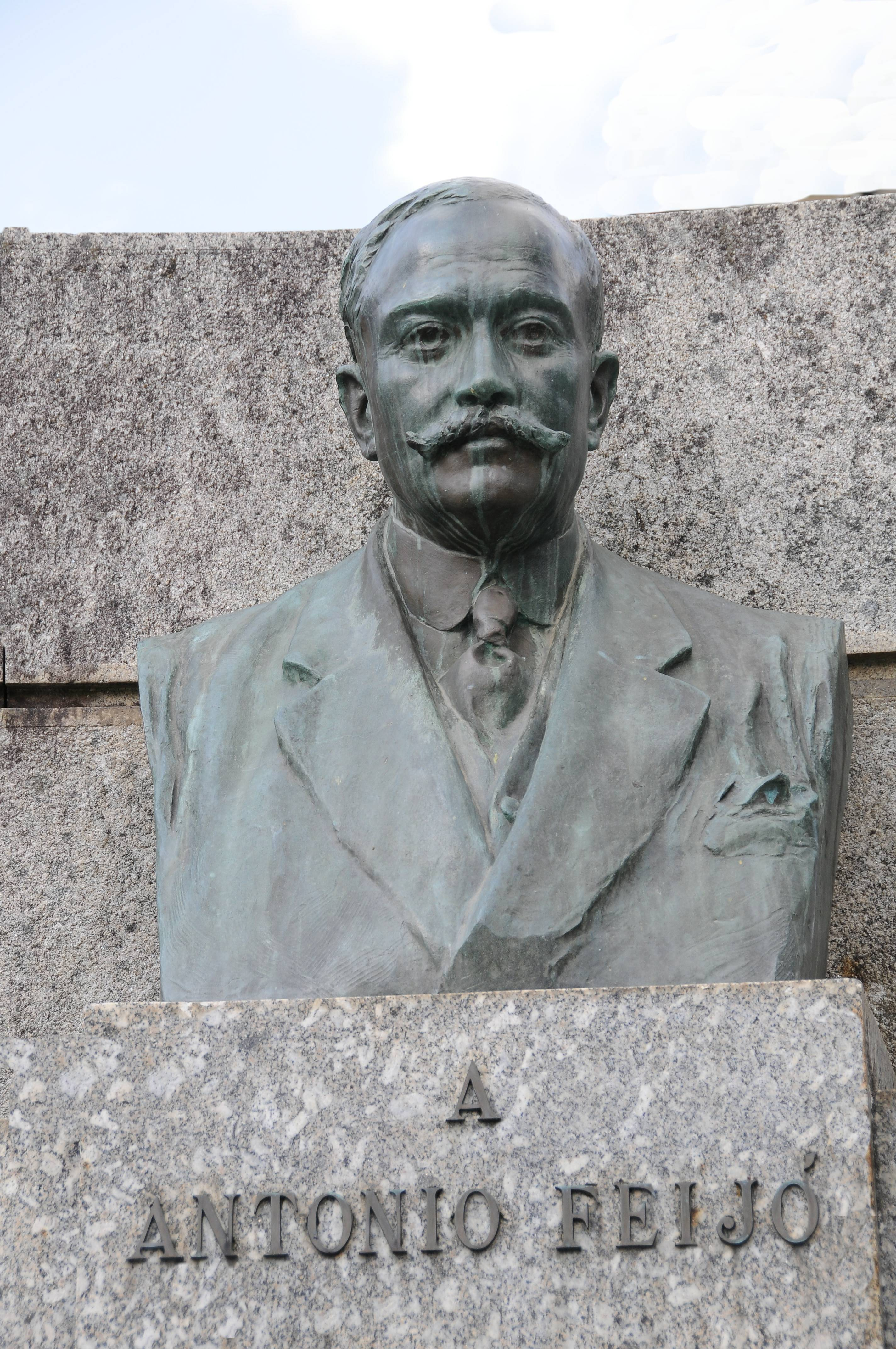
António Feijó
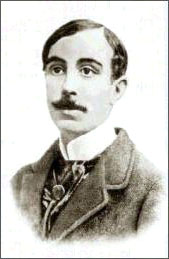
António Nobre, poète
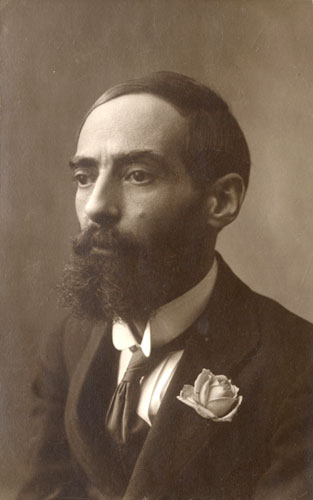
Camilo Pessanha, poète

### 1880: fin de siècle,Saudosismo
- Synthèses : saudade, décadentisme, modernisme, modernisme portugais (pt)
- Teixeira de Pascoaes (1877-1952), poète
- Afonso Lopes Vieira (1878-1946), poète
- Aquilino Ribeiro (1885-1963), romancier, conteur, mémorialiste et essayiste
- Fernando Pessoa (1888 - 1935), poète
- Mário de Sá-Carneiro (1890 - 1915), poète
- Almada Negreiros (1893-1970), poète, peintre, dramaturge, Manifesto Anti-Dantas (pt)
- Maria Lamas (1893-1983) poétesse, écrivaine, journaliste, As Mulheres do Meu País (pt)
- Florbela Espanca (1894-1930), poétesse
- Cénacle (groupe d'intellectuels portugais) (pt)

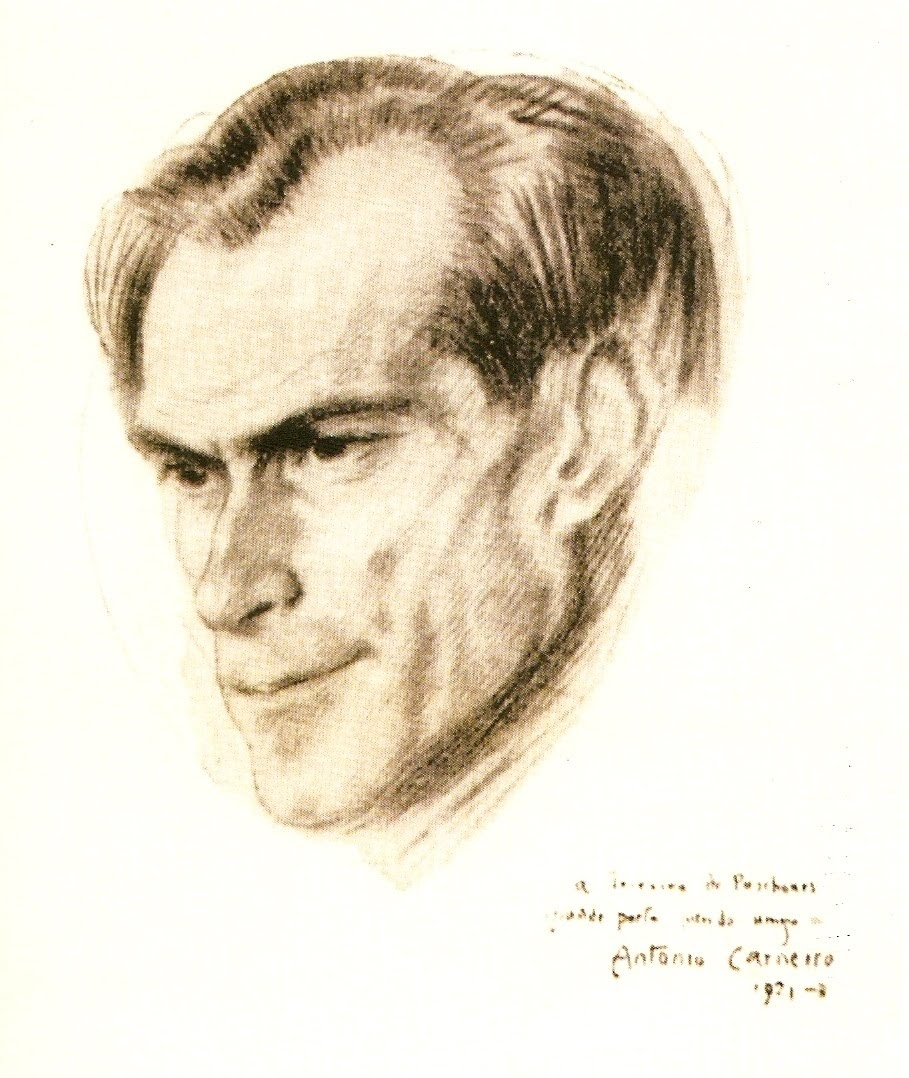
Teixeira de Pascoaes
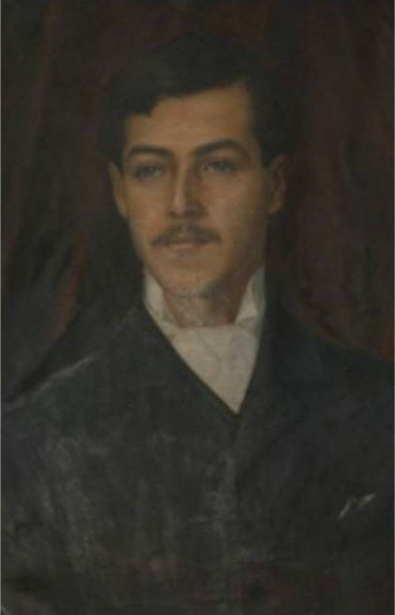
Afonso Lopes Vieira
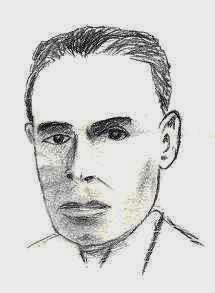
Aquilino Ribeiro
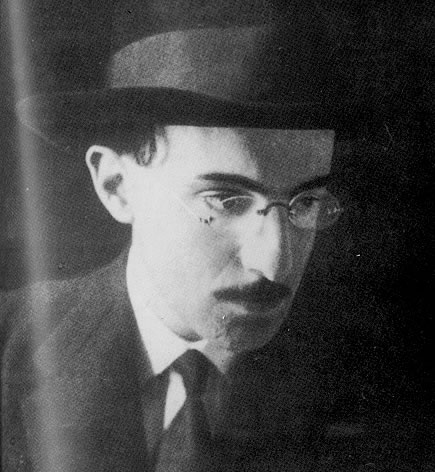
Fernando Pessoa
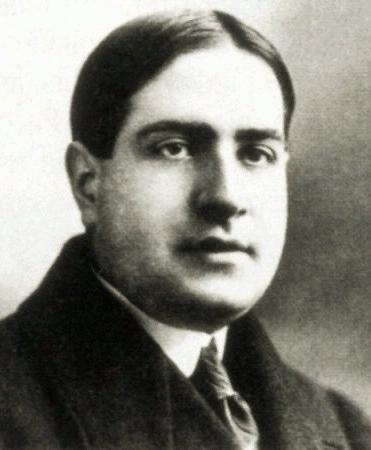
Mário de Sá-Carneiro
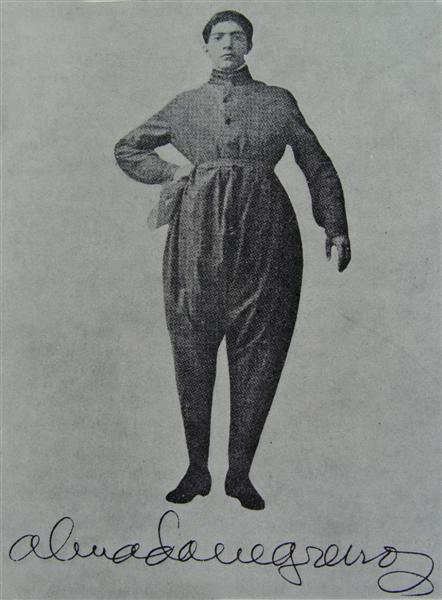
Almada Negreiros
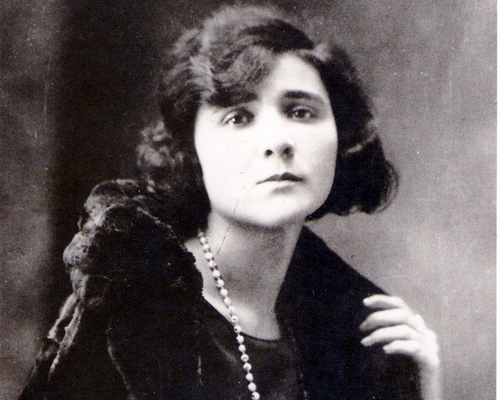
Florbela Espanca

### 1900
- Vitorino Nemésio (1901-1978), poète, romancier, critique
- José Rodrigues Miguéis (1901-1980), romancier, nouvelliste, dramaturge
- Pedro Homem de Melo (pt) (1904-1984), poète
- António Gedeão (1906-1997), historien des sciences, poète
- Miguel Torga (1907-1995), poète, conteur
- Soeiro Pereira Gomes (pt) (1909-1949), prosateur, conteur, chroniqueur

### 1910
- Renaissance portugaise (pt) (1912-), A Águia (pt) (1910-1932), Génération Orpheu, Orpheu (revue) (1915)
- Álvaro Cunhal (1913-2005), interventions politiques, romans, témoignages
- Romeu Correia (pt) (1917-1996), dramaturge, prosateur
- Fernando Namora (1919-1989), romancier, poète
- Jorge de Sena (1919-1978), romancier, dramaturge, poète
- Sophia de Mello Breyner Andresen (1919-2004), poétesse

### 1920
- Jorge de Sena (1920-1978)
- Bernardo Santareno (pt) (1920-1980), dramaturge
- Antunes da Silva (1921–1997), romancier de l'Alentejo
- José Saramago (1922-2010), romancier, nouvelliste, poète, dramaturge, prix Nobel de littérature 1998
- Agustina Bessa-Luís (1922-), écrivaine, scénariste, dramaturge, biographe
- Eduardo Lourenço (1923-), essayiste, philosophe
- Luís Amaro (pt) (1923-2018), poète, éditeur
- Eugénio de Andrade (1923-2005), poète
- Alexandre O'Neill (1924-1986), poète (surréaliste)
- Luiz Francisco Rebello (pt) (1924-2011), dramaturge
- António Ramos Rosa (1924-2013), poète, essayiste
- Glória de Sant'Anna (1925-2009), poétesse
- José Cardoso Pires (1925-1998), romancier
- Luís de Sttau Monteiro (pt) (1926-1993), dramaturge, romancier
- Augusto Abelaira (1926-2003), romancier, dramaturge, journaliste
- David Mourão-Ferreira (1927-1996), poète
- António Borges Coelho (pt), historien, poète
- Fernando de Oliveira Guimarães (pt) (1928-), poète, essayiste
- Nuno Bragança (pt) (1929-1985), écrivain, dramaturge
- Olga Gonçalves (pt) (1929-2004), poétesse, romancière

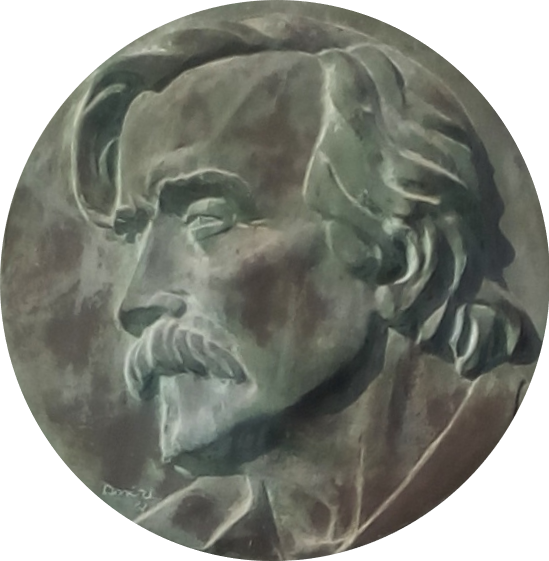
José Rodrigues Miguéis
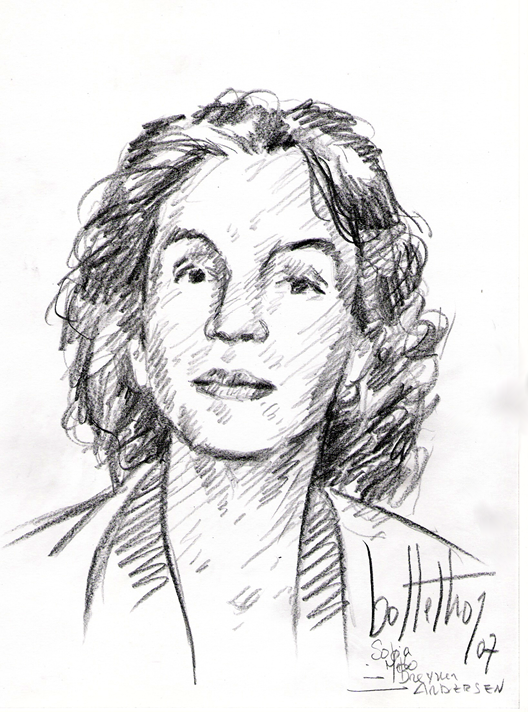
Sophia de Mello Breyner Andresen
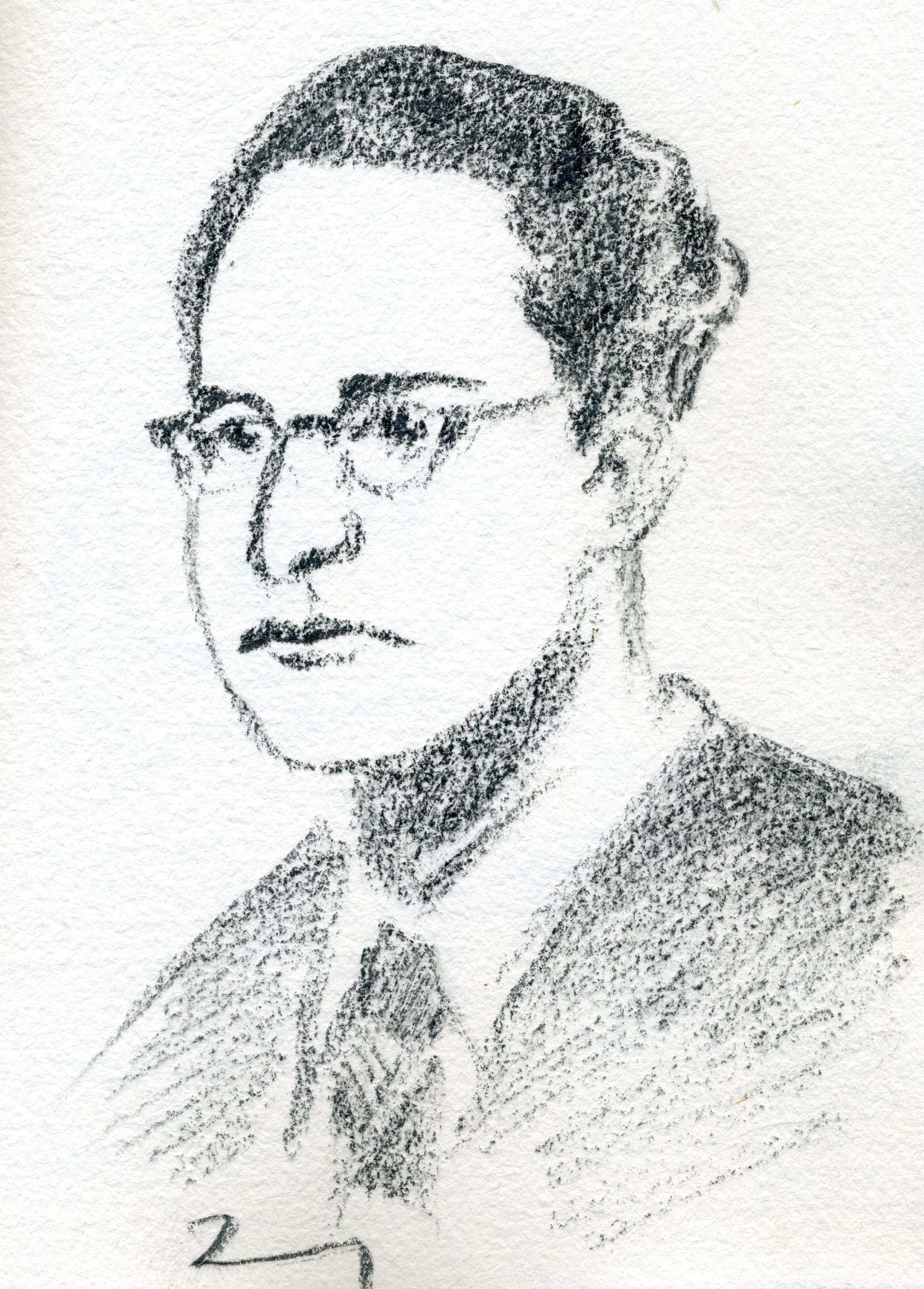
Jorge de Sena
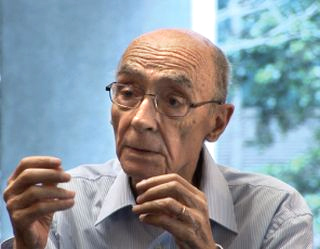
José Saramago
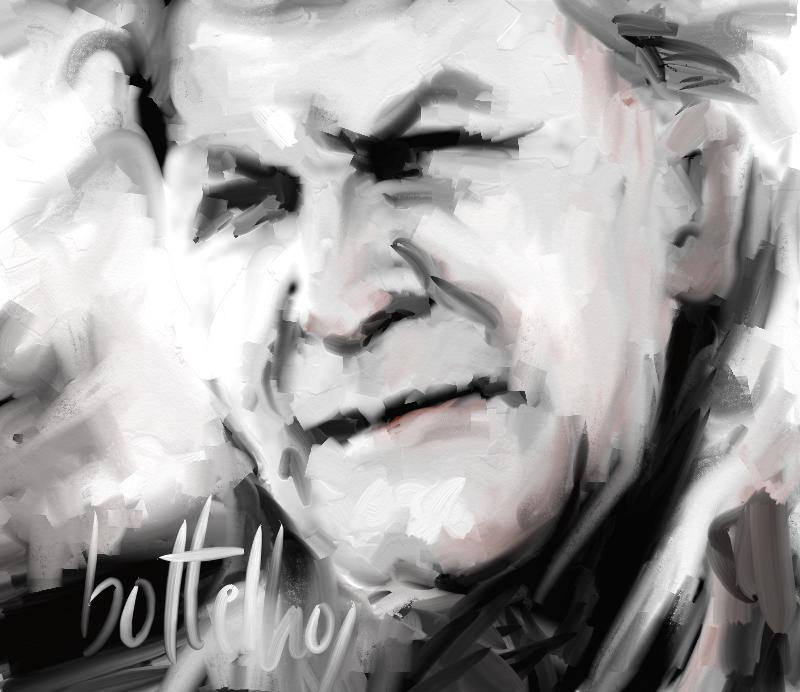
Eugénio de Andrade

### 1930
- Synthèse : Presencismo (pt)
- Herberto Helder (1930-2015), poète
- Maria Gabriela Llansol (1931-2008), auteure multiforme, traductrice
- Maria Ondina Braga (pt) (1932-2003), poétesse, chroniqueuse
- Manuel Alegre (1936-), poète
- Álvaro Guerra (pt) (1936-2002), journaliste, diplomate, romancier
- Maria Teresa Horta (1937-), poétesse
- Alberto Pimenta (1937-), écrivain, essayiste, poète, artiste
- Maria Velho da Costa (1938-2020), romancière, Maina Mendes, Les Nouvelles Lettres Portugaises
- Ary dos Santos (pt) (1937-1984), poète
- Casimiro de Brito (1938-), poète, traducteur
- Irene Lucília (pt) (1938-), artiste, poétesse
- Maria Isabel Barreno (1939-2016), écrivaine, romancière, nouvelliste, féministe
- José Adalberto Coelho Alves (pt) (1939-), poète, essayiste

### 1940
- Mário Cláudio (1941-), poète, nouvelliste, dramaturge
- Gastão Cruz (pt) (1941-), poète, critique
- Antonio Lobo Antunes (1942-), psychiatre, romancier
- Manuel António Pina (1943-2012), poète
- Patrícia Portela (pt) (1943-), illustratrice littérature jeunesse
- Almeida Faria (1943-), écrivain, traducteur, poète
- Lidia Jorge (1946-), romancière
- Hélia Correia (1949-), poétesse, romancière, nouvelliste
- João de Melo (pt) (1949-), romancier, nouvelliste
- Helder Moura Pereira[13] (1949-)
- Nuno Júdice (1949-), poète, essayiste, nouvelliste

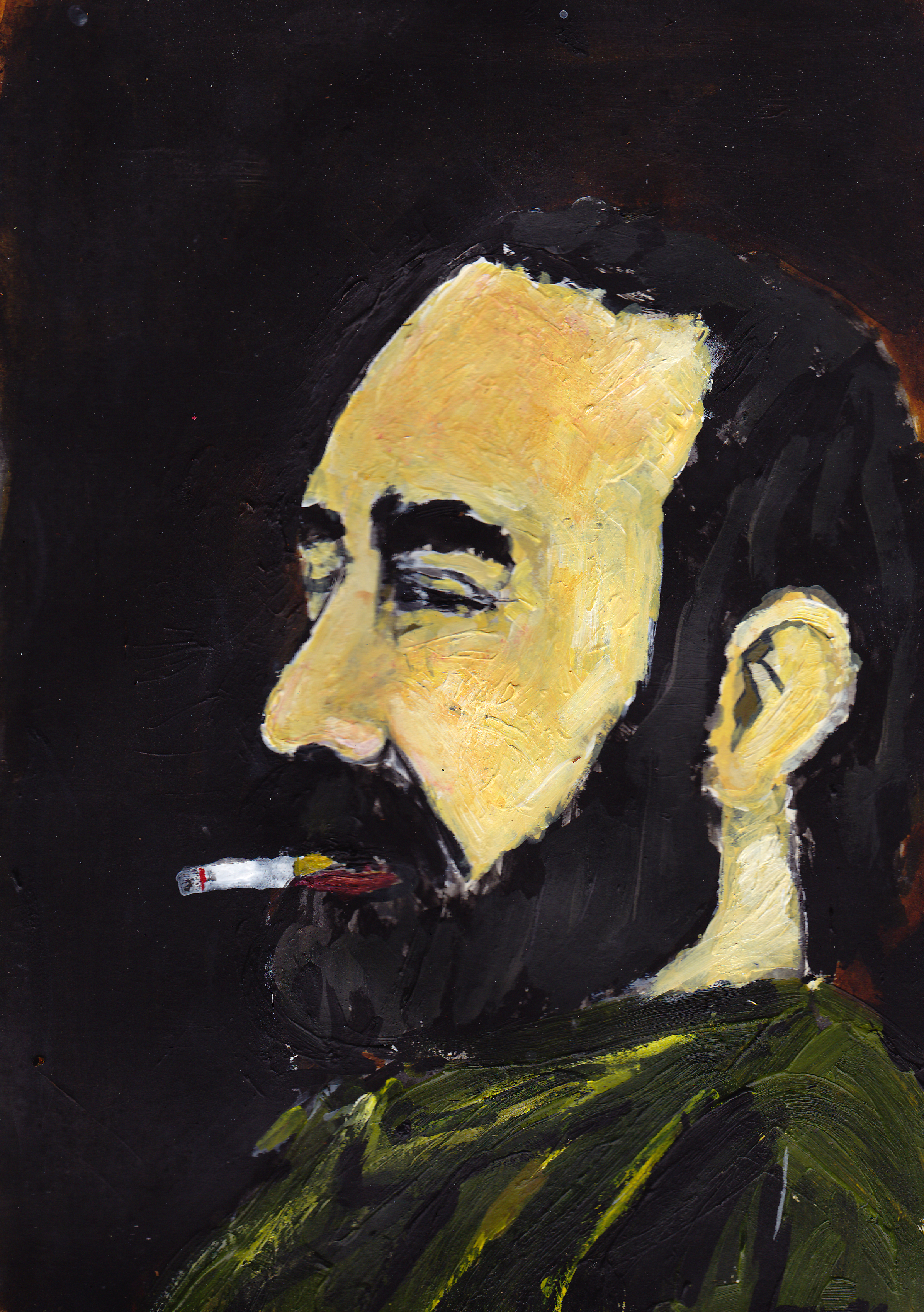
Herberto Helder
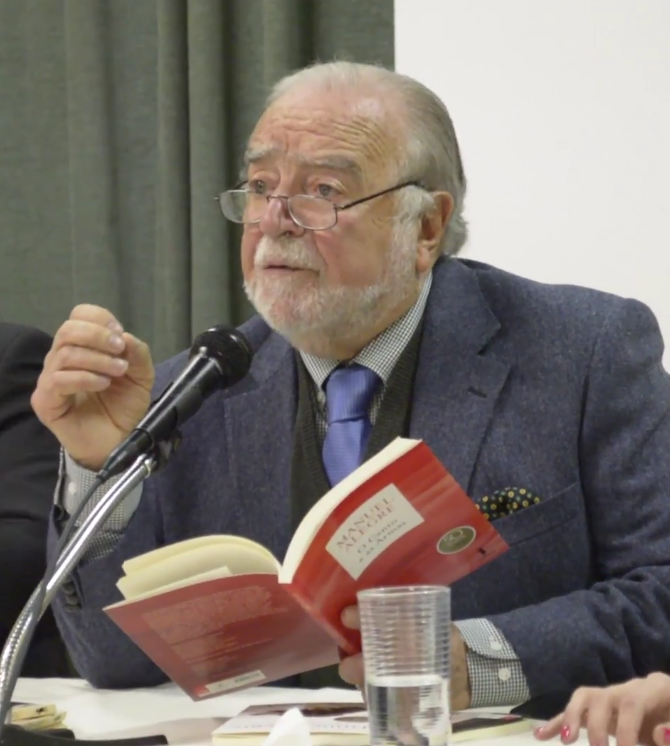
Manuel Alegre
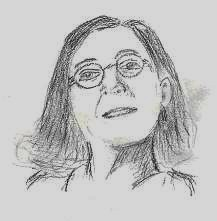
Maria Velho da Costa
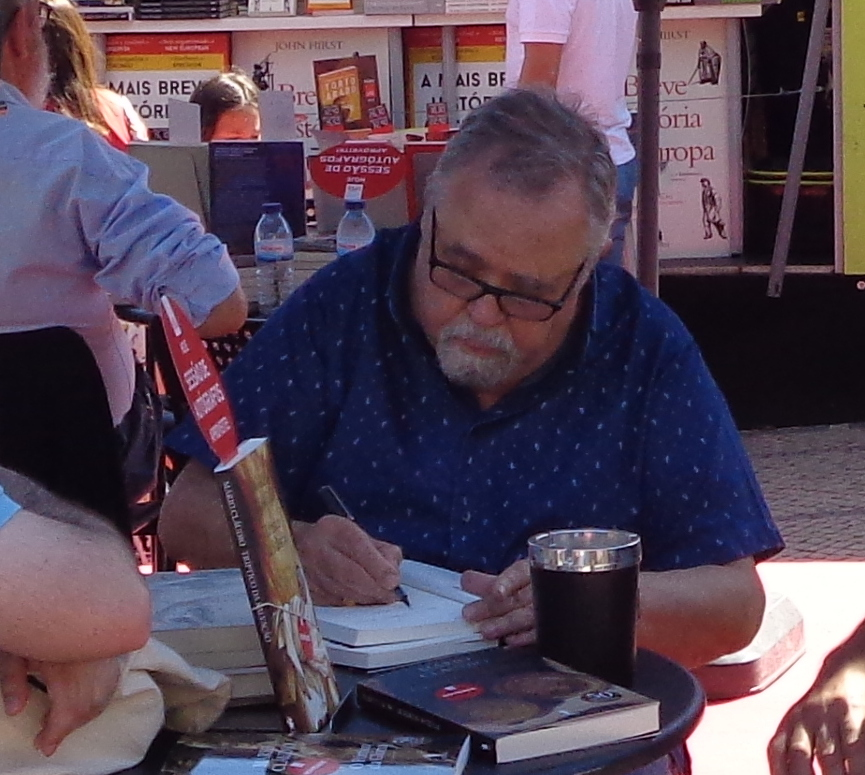
Mário Cláudio
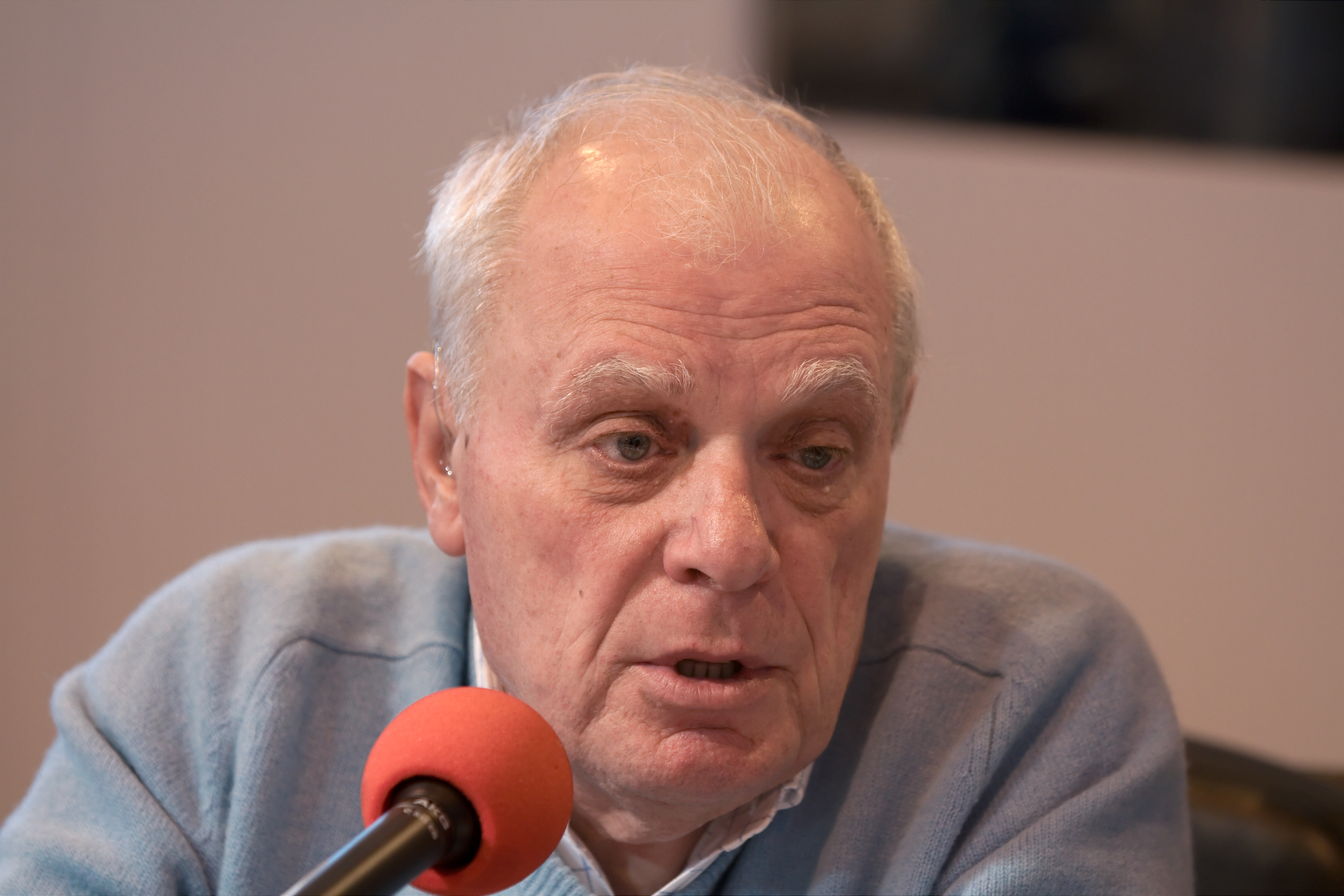
António Lobo Antunes
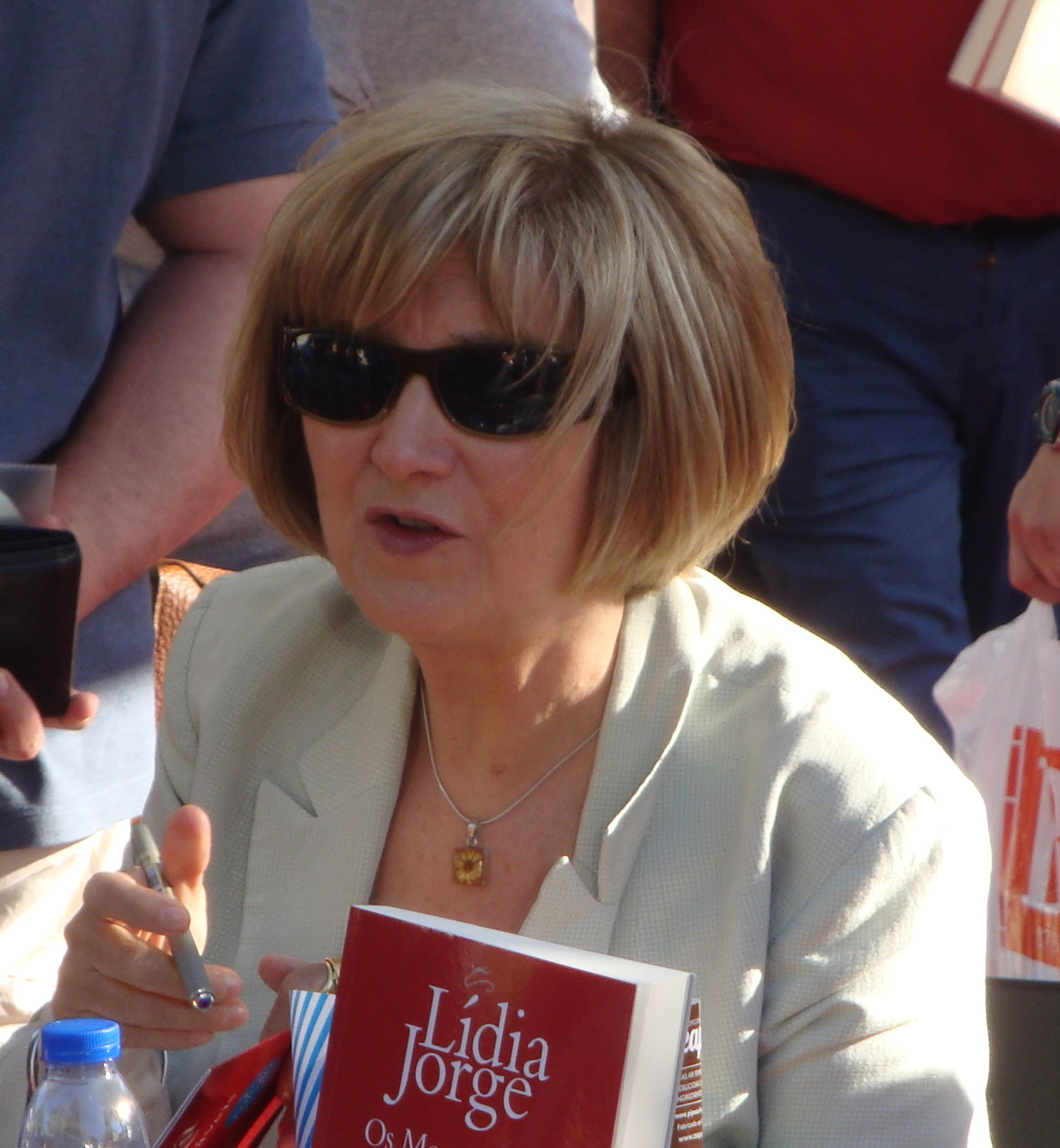
Lídia Jorge

### 1950
- Ademar Santos (pt) (1952-2010)
- Miguel Esteves Cardoso (pt) (1955-), chroniqueur, critique, dramaturge, romancier

### 1960
- Rui Zink (pt) (1961-), romancier, traducteur, dramaturge, L'Installation de la peur (2012)[14], Le Terroriste joyeux[15]
- Paulo Teixeira[16] (1962-), poète
- Inês Pedrosa (pt) (1962-), romancière, écrivaine
- José Carlos Fernandes (1964-), bédéiste
- José Rodrigues dos Santos (1964-), journaliste, romancier, essayiste
- José Riço Direitinho (pt) (1965-), romancier, nouvelliste
- Paulo José Miranda (1965-), poète, romancier, dramaturge
- Hélder Gomes Cancela (pt) (1967-), romancier
- Pedro Rosa-Mendes (pt) (1968-), romancier, journaliste

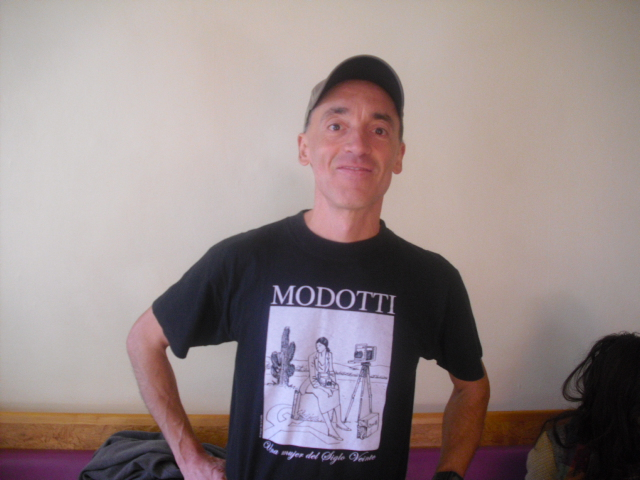
José Carlos Fernandes
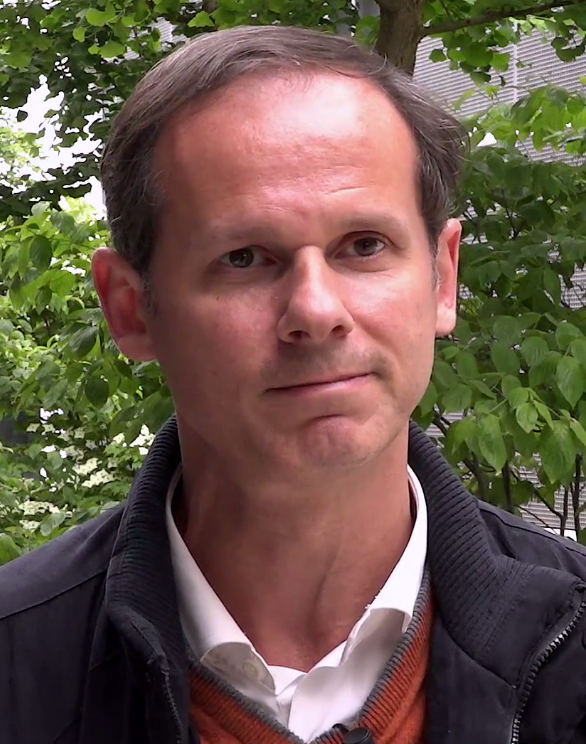
José Rodrigues dos Santos
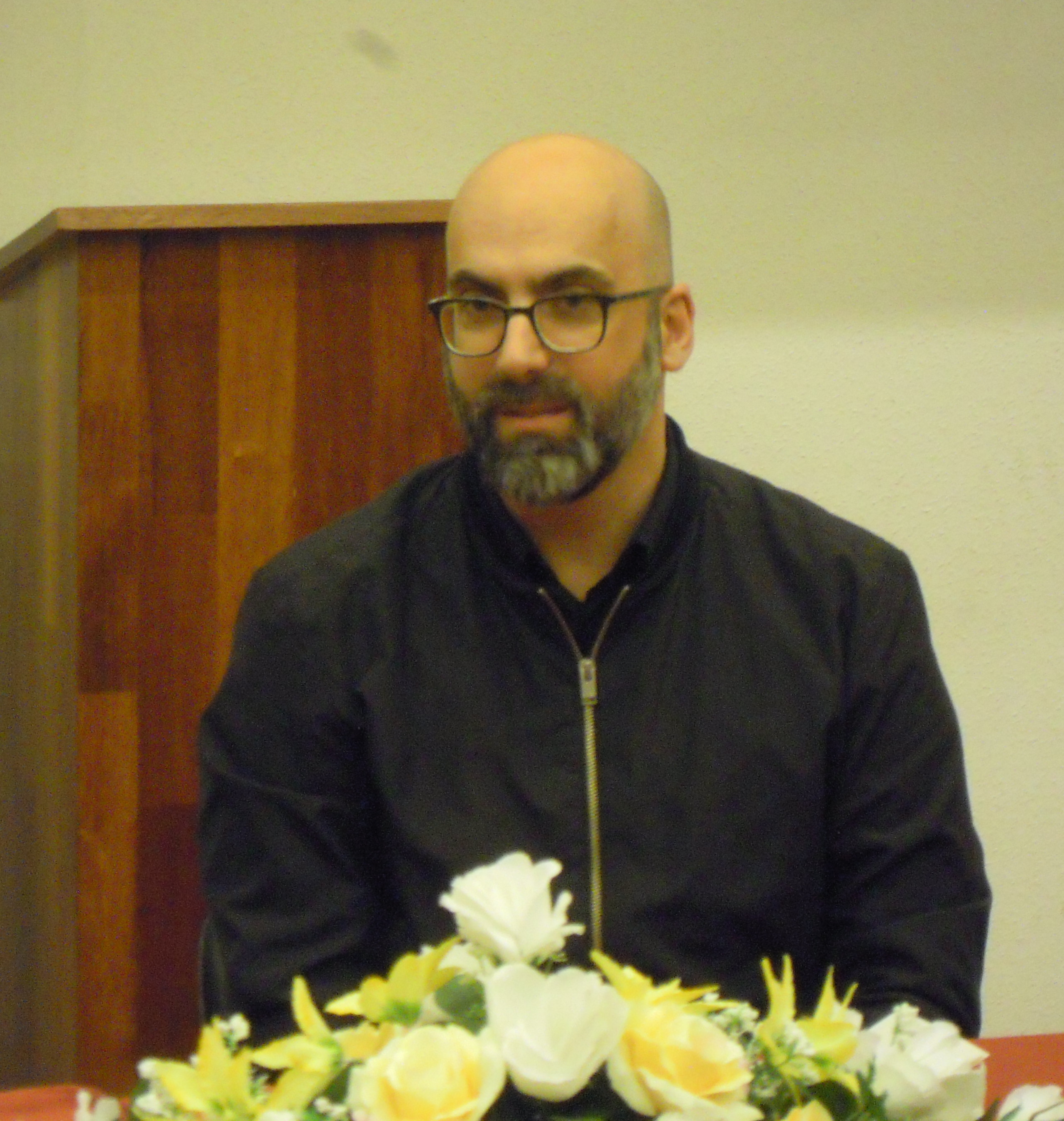
Valter Hugo Mãe
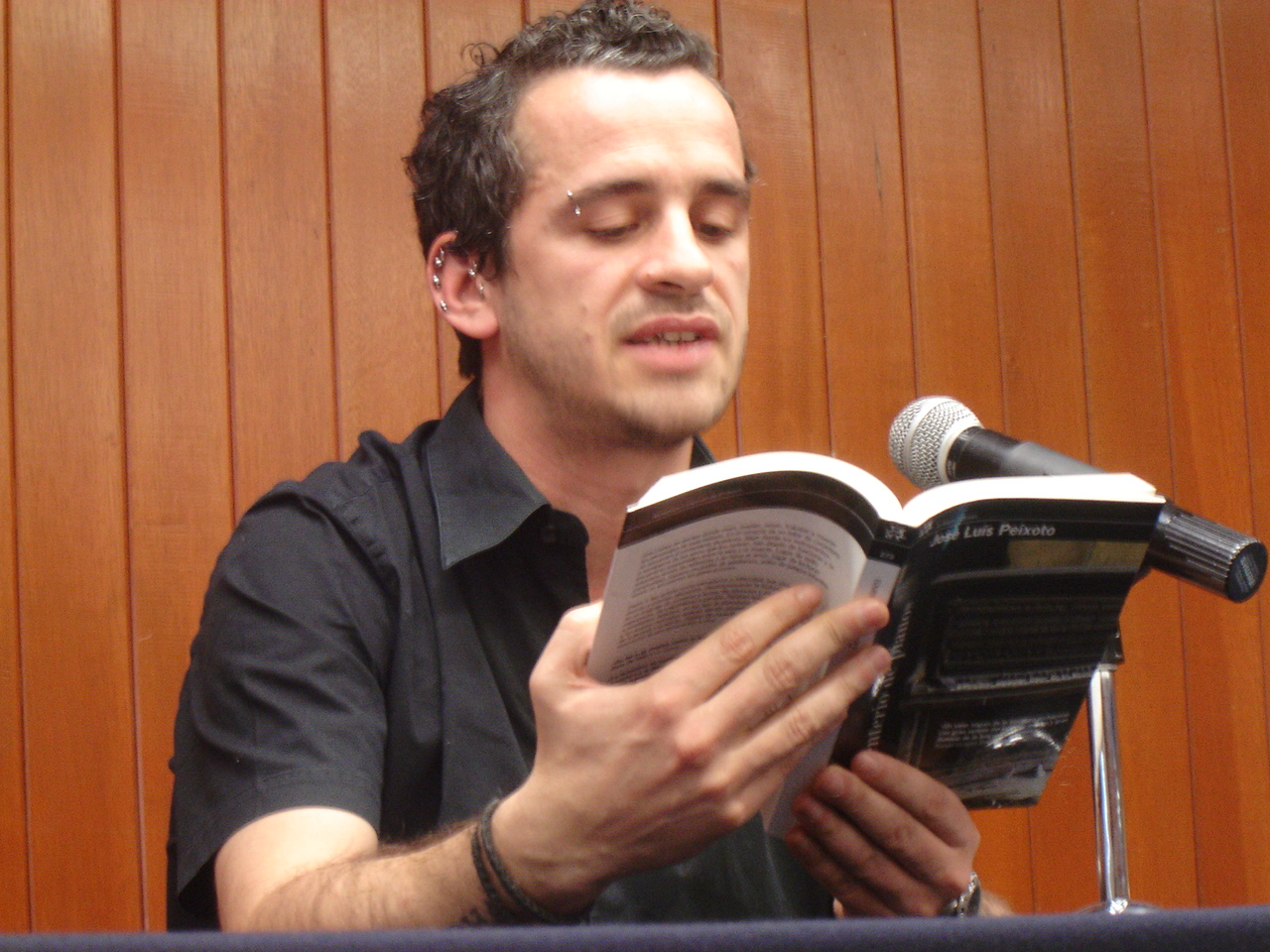
José Luís Peixoto
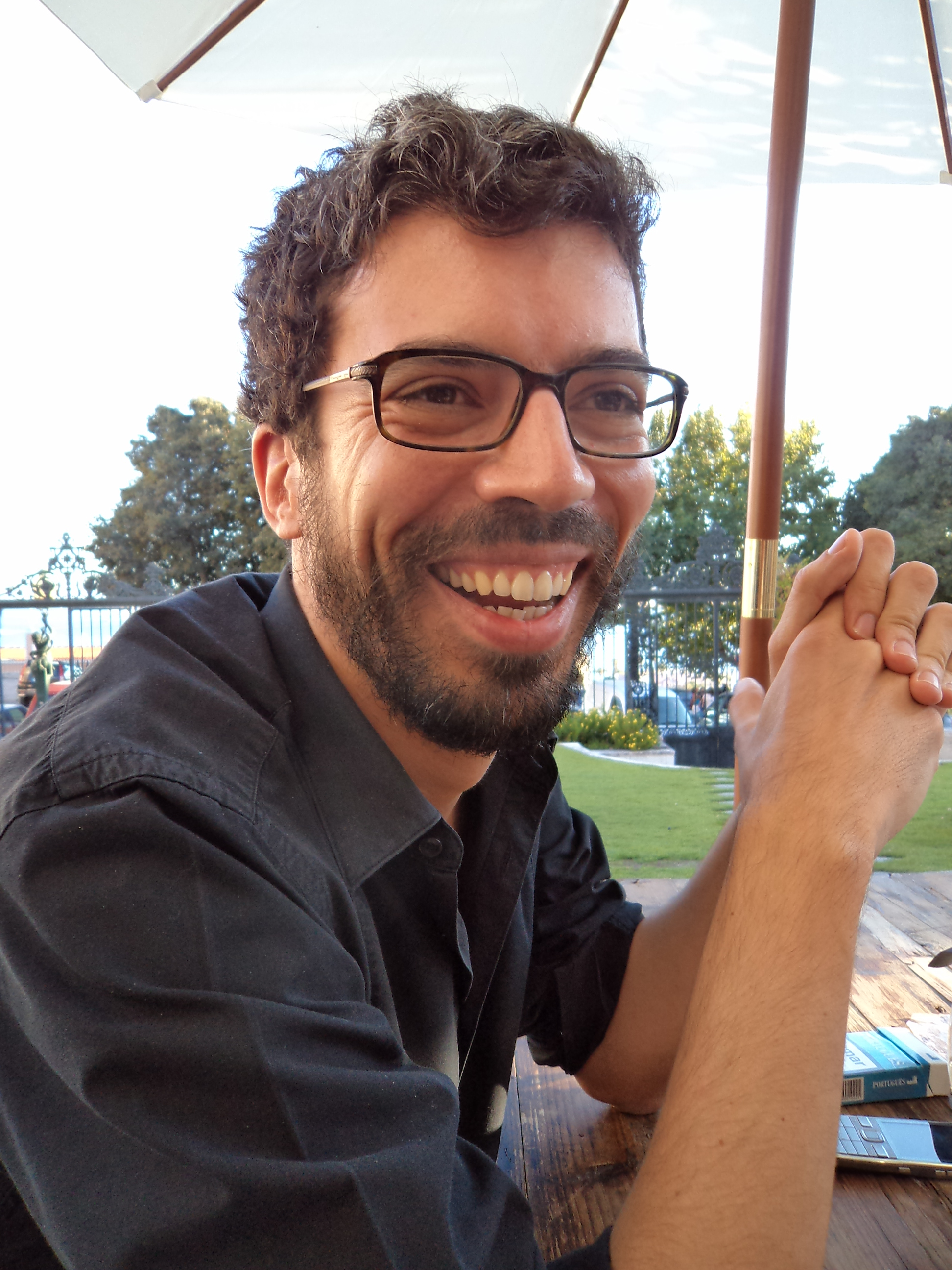
João Tordo

### 1970
- Gonçalo M. Tavares (1970-), romancier
- Valter Hugo Mãe (1971-), romancier, poète
- João Ricardo Pedro (pt) (1973-), romancier, La Main de Joseph Castorp (2012)
- José Luís Peixoto (1974-), romancier
- Jacinto Lucas Pires (1974-), écrivain, scénariste, chanteur
- Manuela Bacelar (pt) (1974-), artiste transdiciplinaire
- João Tordo (1975-), romancier, nouvelliste
- David Machado (pt) (1978-), romancier, littérature jeunesse

### XXIe
- Écrivains portugais du XXIe siècle (pt)

## Angola
- Littérature angolaise
- Littérature angolaise (version anglophone) (en)
- Liste d'écrivains angolais

- José Mena Abrantes (pt) (1945-)
- José Eduardo Agualusa (1960- )
- Mário Pinto de Andrade (1928-1990)
- Arlindo Barbeitos (1940- )
- Agostinho André Mendes de Carvalho (en) (1924-2014)
- Alda Lara (Dia KassembeAlda Lara) (1930-1962)
- Valter Hugo Mãe (1971-)
- Pedro de Gouveia Leite Mateus
- Mbwango (Reis Luis), A Zebra[17]
- José Luis Mendonça (1955-)
- Agostinho Neto (1922-1979)
- Pepetela (Artur Carlos Maurício Pestana dos Santos), (1941- )
- José Maria Pimentel (1956-)
- Óscar Ribas (en) (1909-2004)
- Ana Paula Ribeiro Tavares (1952- )
- Manuel Rui (1941-)
- Amélia Maria Ramos Veiga Silva (en), née au Portugal (1931- )
- José Luandino Vieira (1935-)[18]
- Uanhenga Xitu (en) (1924-2014)

- Quelques classiques angolais, sur Vivre en Angola

## Brésil
- Littérature brésilienne
- Liste alphabétique d'écrivains brésiliens
- Liste d'écrivains brésiliens par année de naissance

### Sélection d'auteurs brésiliens

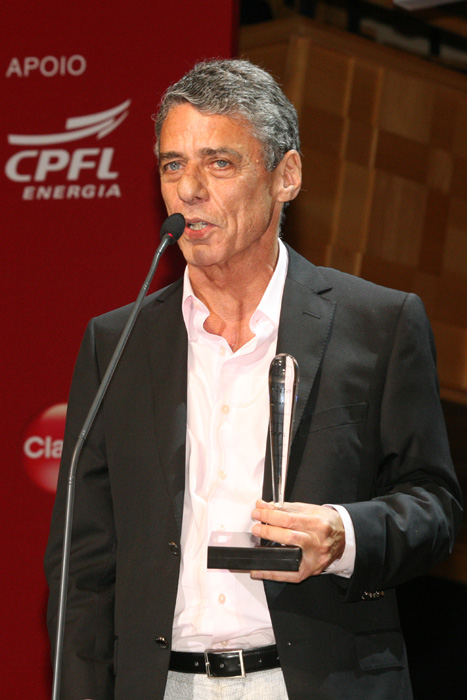
Chico Buarque
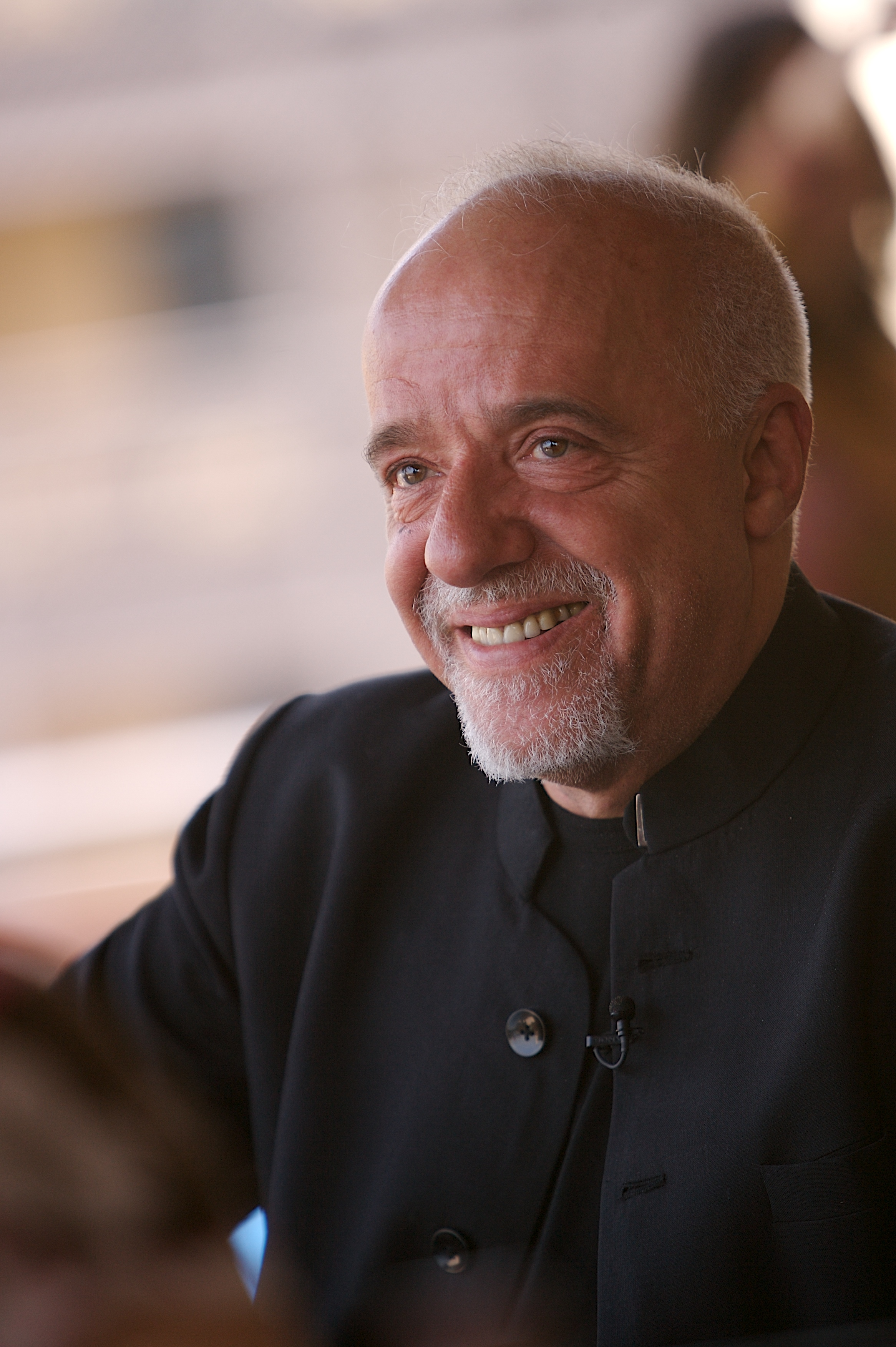
Paulo Coelho
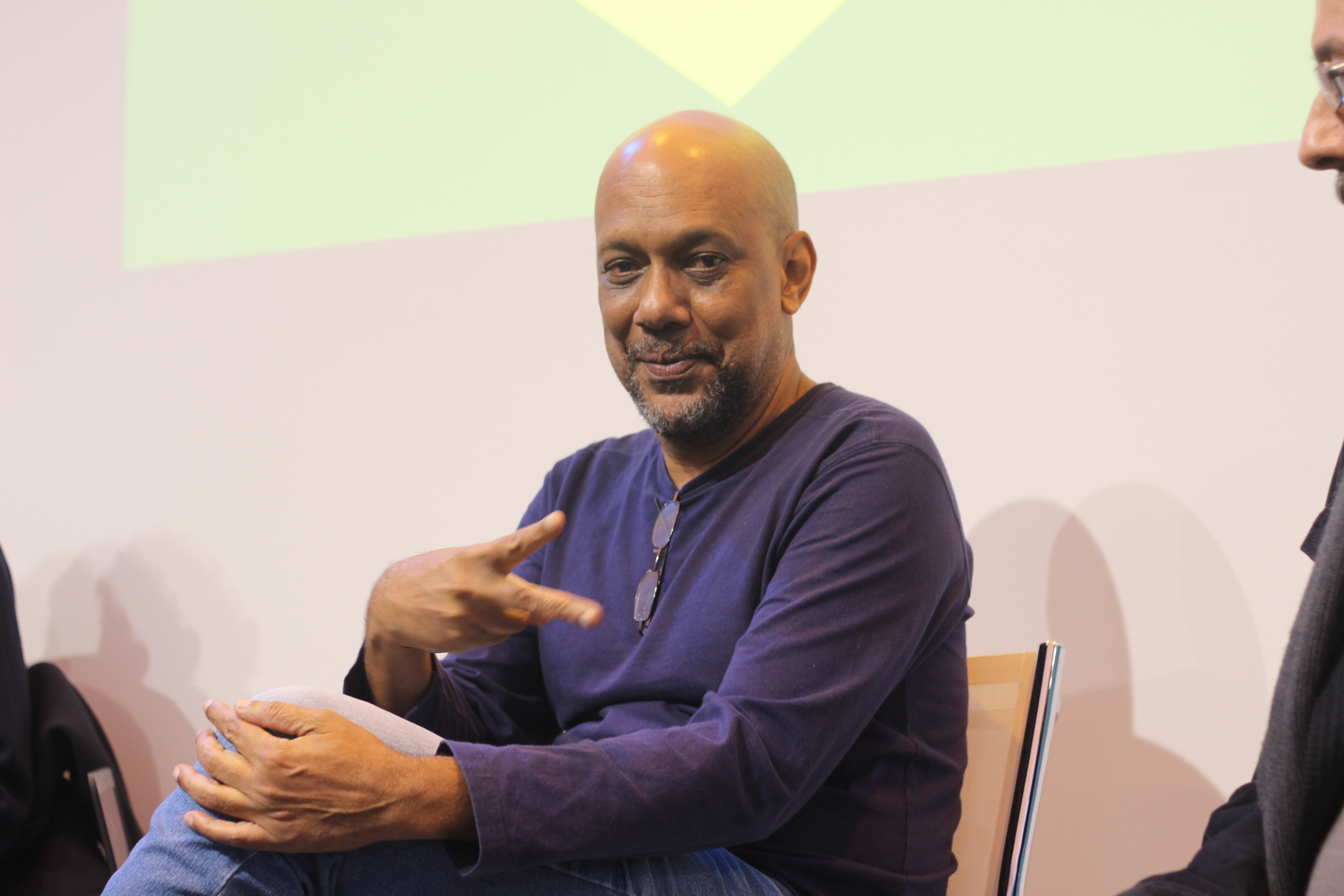
Paulo Lins
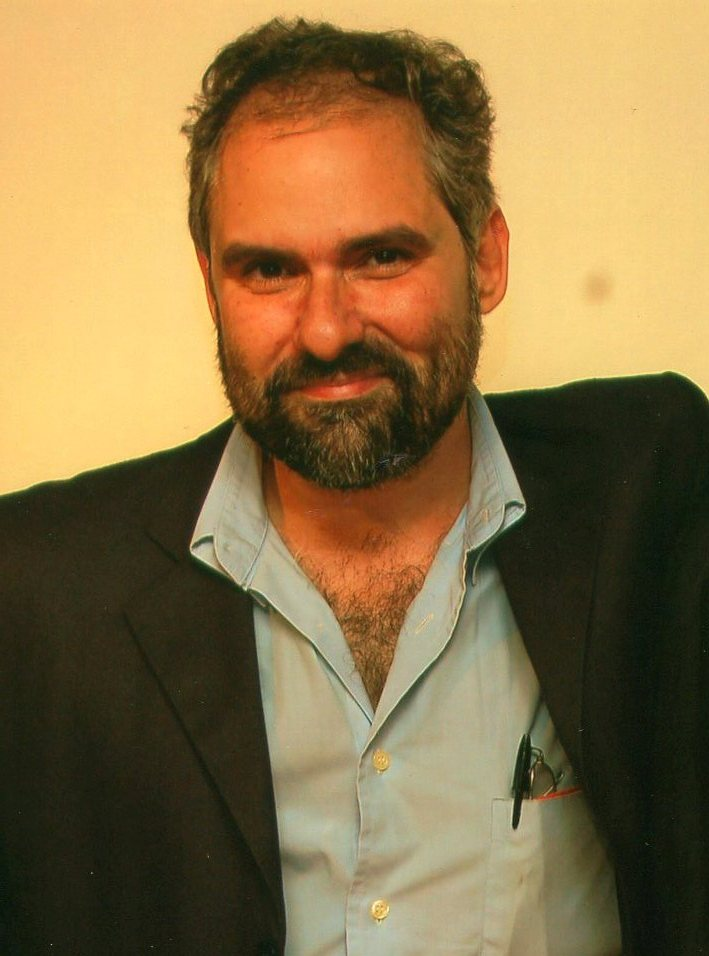
Alexei Bueno
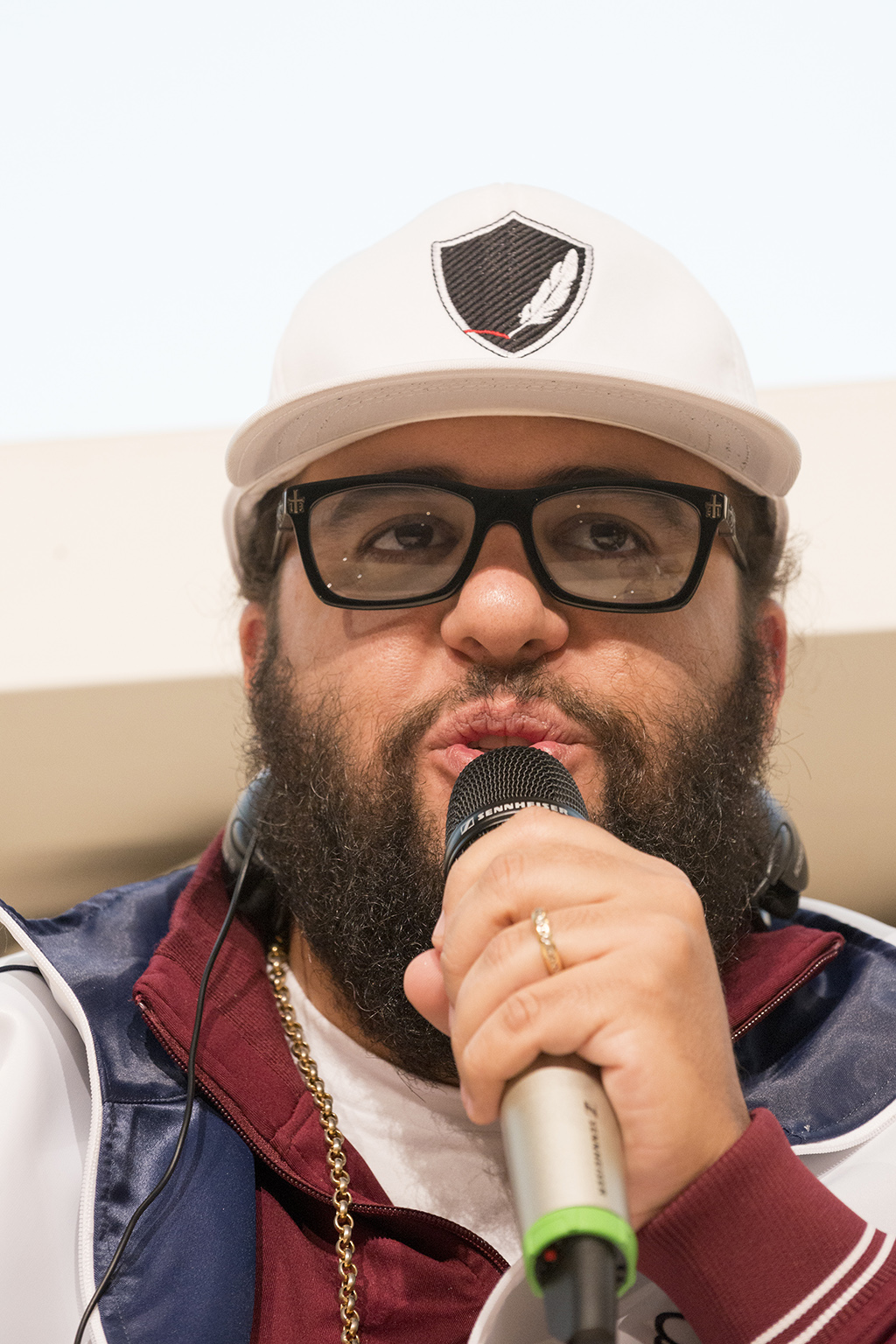
Ferréz

- José Martiniano de Alencar (1829-1877)
- Joaquim Maria Machado de Assis (1839-1908)
- Hilário Tácito (1885-1951)
- Oswald de Andrade (1890-1954)
- Graciliano Ramos (1892-1953)
- Mário de Andrade (1893-1945)
- Antônio de A. Machado (1901-1935)
- Murilo Mendes (1901-1975)
- Carlos Drummond de Andrade (1902-1987)
- João Guimarães Rosa (1908-1967)
- Jorge Amado (1912-2001)
- Rubem Braga (1913-1990)
- Clarice Lispector (1920-1977)
- João Cabral de Melo Neto (1920-1999)
- Lígia Fagundes Teles (1923-)
- Rubem Fonseca (1925-)
- Hilda Hilst (1930-2004)
- Silviano Santiago (1936-)
- Ignácio Loyola de Brandão (1936-)
- Roberto Piva (1937-2010)
- João Ubaldo Ribeiro (1941-2014)
- Chico Buarque de Holanda (1944-)
- Paulo Coelho (1947-)
- Caio Fernando Abreu (1948-1996)
- Ronaldo Correia de Brito (1951-)
- Paulo Lins (1958-)
- Alberto Mussa (1961- )
- Patrícia Melo (1962- )
- Alexei Bueno (1963- )
- Octavio Aragão (1964- )
- Adriana Lisboa (1970- )
- Davino Ribeiro de Sena (1957- )
- Ferréz (1975- )
- Márcio-André (1978- )
- Claudio Brites (1983-)
- Geovani Martins (1991-)
- Jorge Sá Earp (1955-)
- Flávio Viegas Amoreira (1965-)

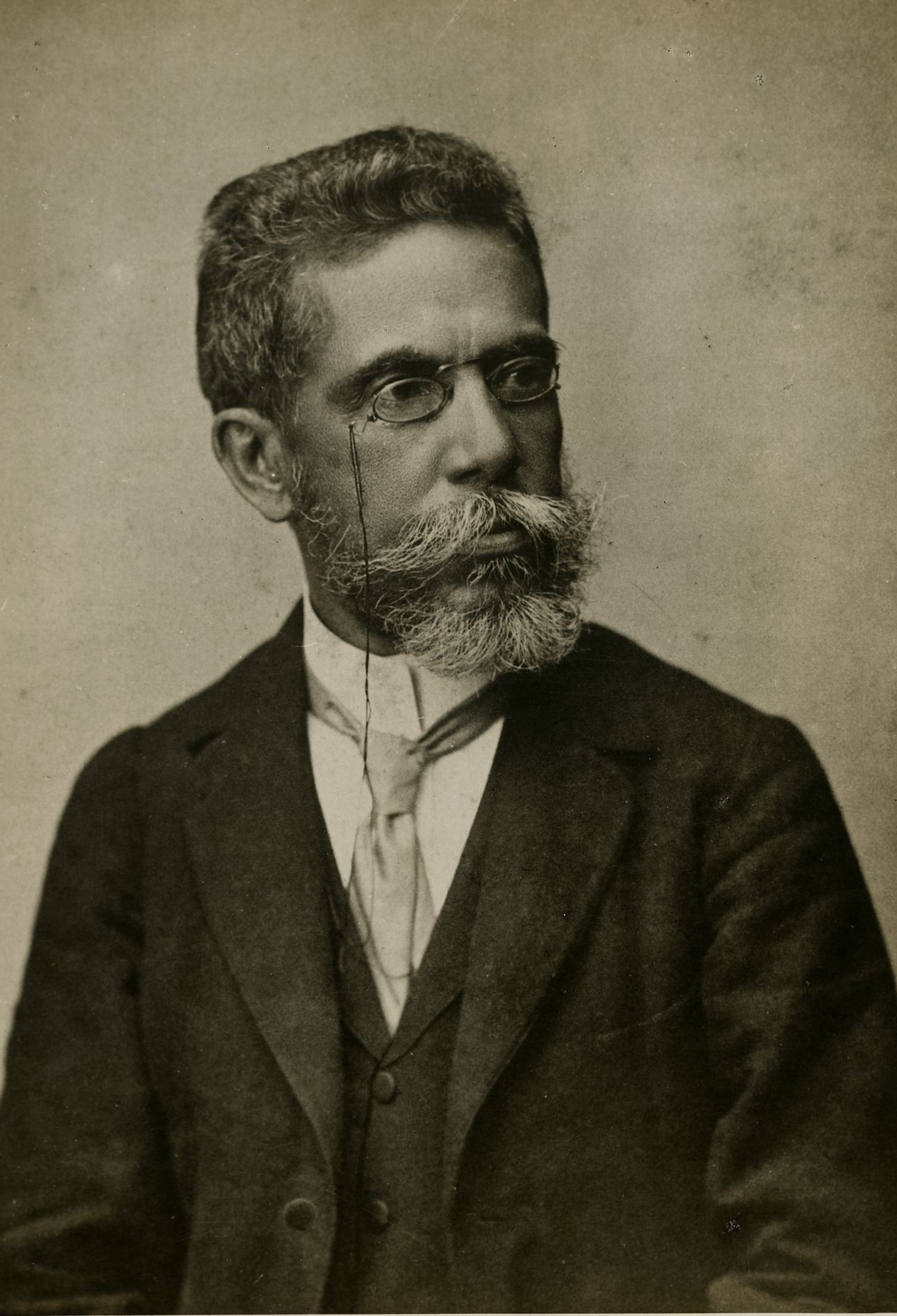
Joaquim Maria Machado de Assis
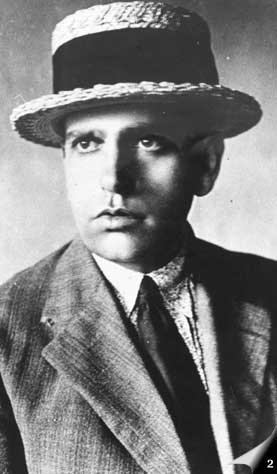
Oswald de Andrade
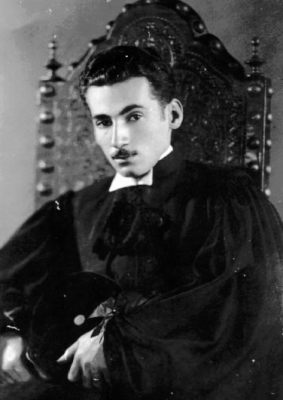
Jorge Amado
Carlos Drummond de Andrade
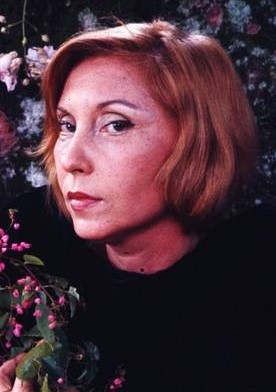
Clarice Lispector

- Chico Buarque
- Paulo Coelho
- Paulo Lins
- Alexei Bueno
- Ferréz

## Cap-Vert
- Eugénio Tavares (1867-1930)
- José Lopes (1872-1962)
- Pedro Cardoso (1890-1942)
- Sérgio Frusoni (1901-1975)
- António Aurélio Gonçalves (1901-1984)
- João Cleofas Martins (1901-1970)
- Jorge Barbosa (1902-1971)
- Baltasar Lopes da Silva (1907-1989)
- Manuel Lopes (1907-2005)
- Henrique Teixeira de Sousa (1919-2006)
- Aguinaldo Fonseca (1922-)
- Luís Romano (1922-2010)
- Orlanda Amarílis (1924-)
- Amílcar Cabral (1924-1973)
- Ivone Ramos (1926-)
- Gabriel Mariano (1928-2002)
- Ovídio Martins (1928-1999)
- Corsino Fortes (1933-)
- Onésimo Silveira (1935-)
- Oswaldo Osório (1937-)
- João Vário (1937-2007)
- Manuel de Novas (1938-2009)
- Arménio Vieira (1941-)
- Germano Almeida (1945-)
- Manuel Veiga (1948-)
- Tomé Varela da Silva (1950-)
- José Luís Tavares (1967-)

## Inde
- Littérature goanaise (en)
- Poètes goanais (en)
- Romanciers goanais (en)

## Guinée-Bissau
- Association des Écrivains de Guinée-Bissau (pt)

- Amílcar Cabral (1924-1973)
- Vasco Cabral (1926-2005)
- Francisco Conduto de Pina (1957)
- Filomena Embalo (1956)
- Hélder Proença (1956-2009)
- Agnelo Regalla (1952-)
- José Carlos Schwarz (1949-1977)
- Odete Semedo (1959-)
- Abdulai Silla (1958-)
- Tony Tcheka (1951-)
- Carlos Vaz (1954-)

## Macao
- Littérature macanaise (à créer)

### Quelques auteurs macanais
- Henrique de Senna Fernandes (1923-2010)
- José dos Santos Ferreira (1919-1993)
- Deolinda de Conceição (1914-1957)
- Camilo Pessanha (1867-1926)
- Wei Yuan (1794-1857)
- Wu Li (1632-1718)
- Tang Xianzu (1550-1616)

## Mozambique
- Littérature du Mozambique, Liste d'écrivains mozambicains
- Écrivains mozambicains, dont

- Albino Magaia
- Aldino Muianga
- António Rui de Noronha
- Armando Artur
- Augusto Carlos
- Calane da Silva
- Delmar Maia Gonçalves
- Eduardo White
- Eusébio Sanjane
- Fernando Monteiro de Castro Soromenho
- Gulamo Khan
- Hirondina Joshua
- João Paulo Borges Coelho
- Jorge Rebelo
- Jorge Viegas
- José Pedro da Silva Campos Oliveira
- José Craveirinha
- Lília Momplé
- Lina Magaia
- Luís Bernardo Honwana
- Luís Carlos Patraquim
- Marcelo Panguana

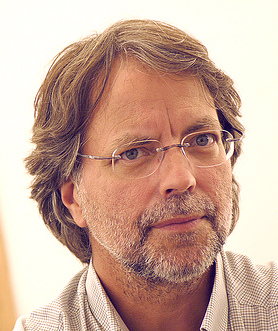
Mia Couto
- Nelson Saúte
- Orlando Mendes
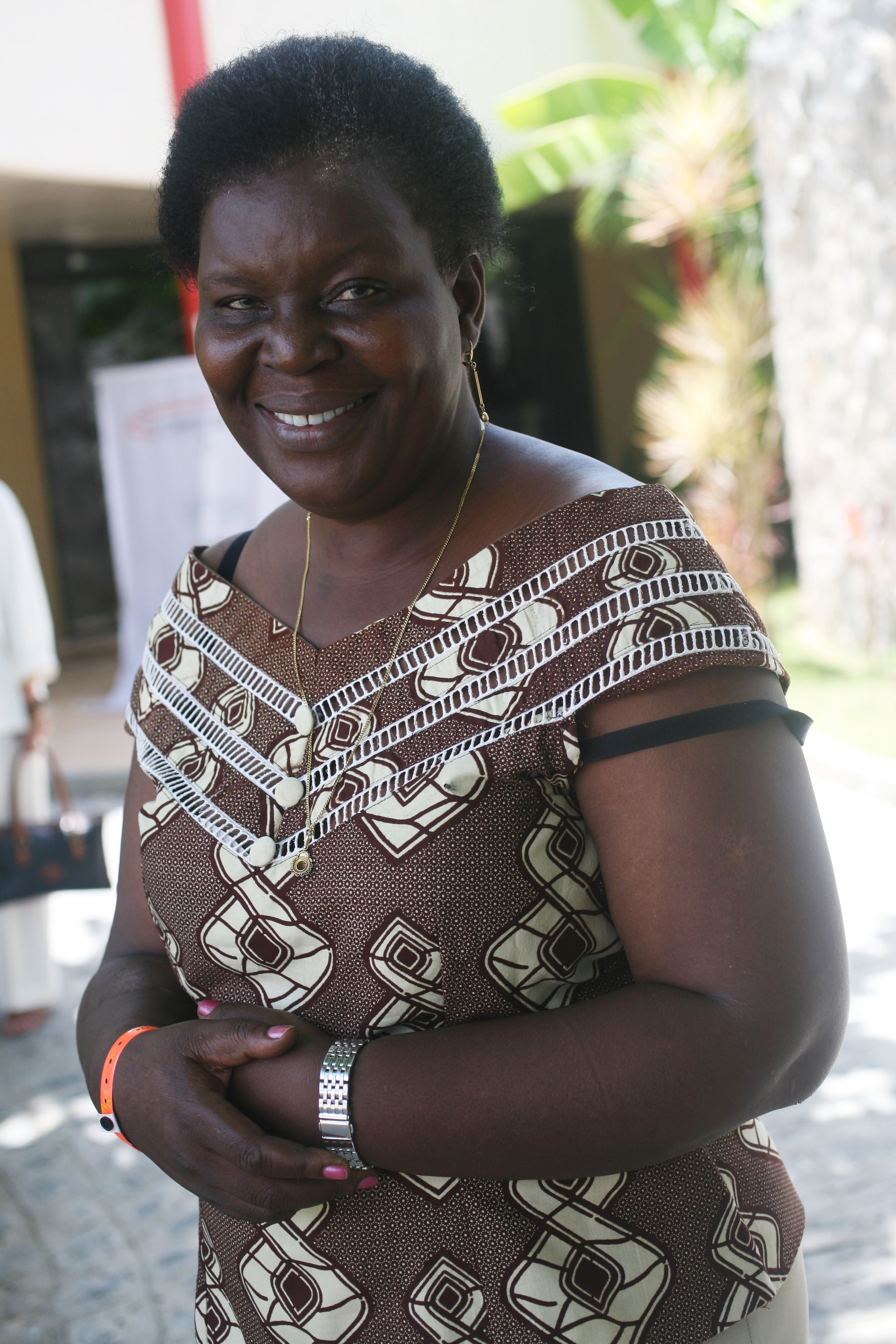
Paulina Chiziane
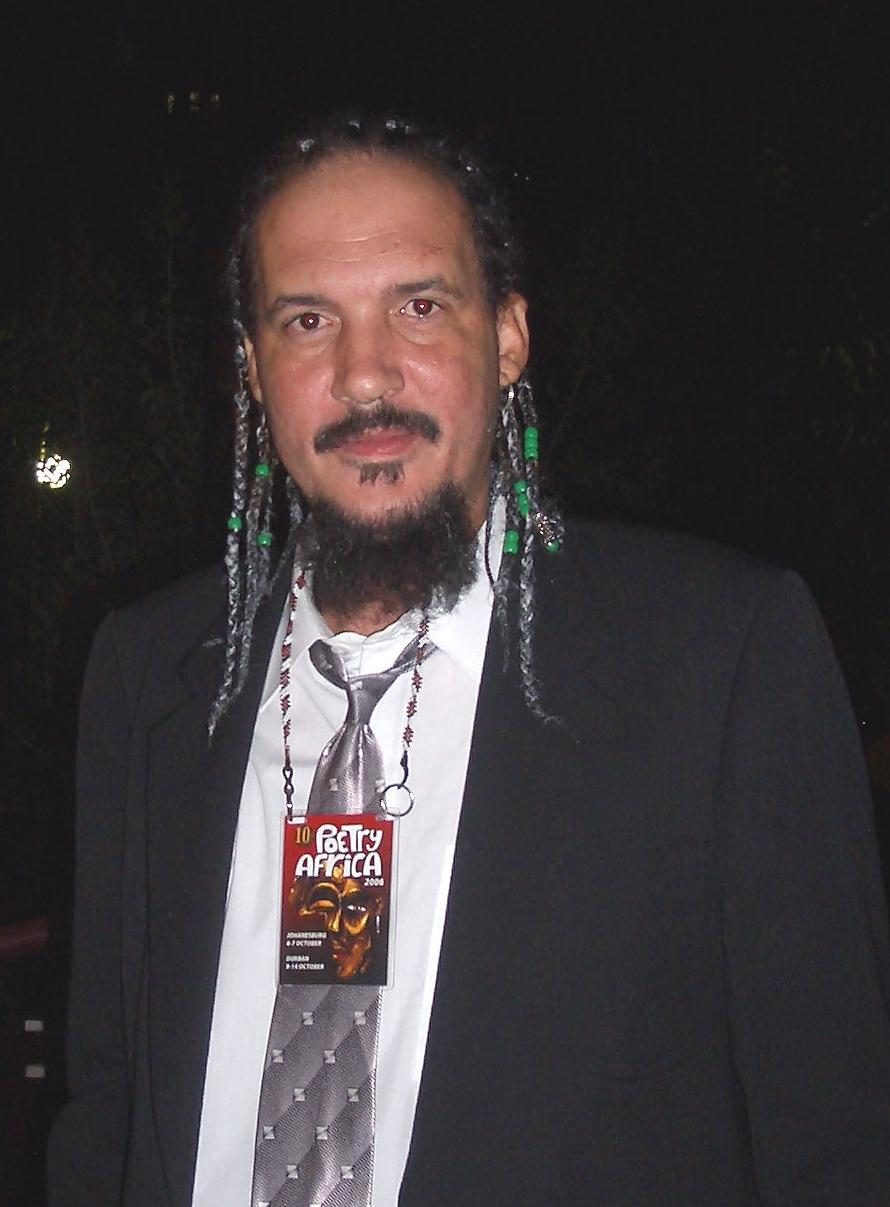
Eduardo White

- Rui Knopfli
- Sara Pinto Coelho
- Sebastião Alba
- Suleiman Cassamo
- Teodomiro Leite de Vasconcelos
- Ungulani Ba Ka Khosa

- Mia Couto
- Paulina Chiziane
- Eduardo White

## Sao Tomé-et-Principe
- Écrivains santoméens, dont

- Caetano da Costa Alegre (1864-1890)
- Francisco José Tenreiro (1921-1963)
- Manuela Margarido (1925-2007)
- Alda do Espírito Santo (1926-2010)
- Guadalupe de Ceita (1929-)
- Olinda Beja (1946-)
- Conceição Lima (1961-)

## Timor oriental
- Littérature est-timoraise (à créer), voir Section Littérature de "Culture du Timor oriental"
- Fernando Sylvan (1917-1993)
- Francisco Borja da Costa (1946-1975)
- Xanana Gusmão (1946-), premier ministre, président
- Afonso Busa Metan
- Luís Cardoso de Noronha ou Luis Cardoso (1958-)

## Genres

### Prose en portugais
- Prose du Portugal (pt)
- Philosophes portugais
- Théologiens portugais
- Essayistes portugais
- Romanciers portugais
- Nouvellistes portugais
- Auteurs portugais de roman policier
- Auteurs portugais de littérature d'enfance et de jeunesse

### Poésie en portugais
- Poésie portugaise (pt)
- Liste de poètes de langue portugaise
- Poésie en portugais[19]
- Poésie portugaise contemporaine : anthologie 1935-2000[20],[21]
- Poésie populaire portugaise : folklore anonyme, par exemple les Cantigas geographicas[22].
- Max de Carvalho publie en 2021 une somme collective bilingue sur la poésie du Portugal[23],[24]

### Théâtre portugais
- Théâtre au Portugal (pt), Théâtre portugais (rubriques)
- Dramaturges portugais (> 160, dont 24 en version francophone),
  - Gil Vicente (1465-1537), Sá de Miranda (1481-1558), Antonio Ferreira (1528-1569)
  - Joseph Ier (roi de Portugal) (1714-1777), Almeida Garrett (1799-1854)
  - Raul Brandão (1867-1930), Júlio Dantas (pt) (1876-1962)
  - José Régio (pt) (1901-1969), Bernardo Santareno (pt) (1920-1980), Luiz Francisco Rebello (pt) (1924-2011), Luís de Sttau Monteiro (pt) (1926-1993)
  - José Cardoso Pires (1925-1998)
- Pièces de théâtre portugaises
- Metteurs en scène portugais
- Liste de producteurs de théâtre au Portugal (pt)
- Salles de théâtre au Portugal
- Acteurs portugais, Actrices portugaises
- Formes anciennes : Tchiloli
- Musée National de Théâtre et de Danse (Portugal) (pt) (Lisbonne)
- Théâtre de marionnettes au Portugal, site unima (bonifrate, fantoche, títere)

## Œuvres
- Livres du Portugal (pt)
- Les 50 œuvres essentielles de la littérature portugaise

## Institutions
- Institut Camões
- Institutions lusophones[25],[26]
- Bibliothèques du Portugal (pt)
- Critiques littéraires du Portugal (pt)
- Revues littéraires du Portugal (pt)
- Association Portugaise des Écrivains (pt)
- PEN Club Portugais (pt)
- Prix littéraires : Prix littéraires au Portugal (environ 50, en 2017)
  - Prix José-Saramago (1999-), Prix Teixeira de Pascoaes (1997-), Prix Vergílio Ferreira (1997-)
- Panthéon national (Lisbonne)